# 柿原徹也
柿原 徹也（かきはら てつや、1982年12月24日 - ）は、日本の男性声優、歌手。ドイツ出身。Zynchro取締役兼所属。

## 来歴
ドイツのデュッセルドルフにて日本人の両親の下、2人兄妹の長男として生まれる。幼稚園の何年かと、小学1年生頃に日本にいたが、それ以外は18歳までドイツに住んでいた。小学3、4年生くらいに聞いていた神谷明、ゲストとして出演していた三石琴乃がトークをしていた子供向け学習雑誌の付録のカセットテープに感銘を受けて職業としての声優を知った。しかし当時は声優を目指す気持ちはなかった。
当初は子供が好きで、幼稚園教諭になろうとしていた。ドイツに住んでいる際、高校の社会実習で幼稚園の先生を1年間していたが子供たちが言う事を聞いてくれずアニメキャラクターの声真似をしたところ言う事を聞いてくれるようになり、「日本が世界に誇れるアニメ文化に関わる仕事がしたい!」「声優という道もあるんだな」と一念発揮して声優を志し来日。その頃、家族にも18歳で来日するとは言っておらず、「日本にしかない職業を探さなきゃ！」と思い、ドイツにはマイスター制度があるため、手元にあった日本にまつわるものを色々探っていたという。その時、親戚が持ってきたPlayStation版『ときめきメモリアル 〜forever with you〜』に登場するキャラクターの芝居が面白く、その頃、アニメを観ていたところ、同じ声優が違う役で出演しており、「なにこれ!?」と驚き、「声優って面白い！」と実感した。埼玉県朝霞高校の定時制を卒業後、学習院大学へ進学する。学生生活と両立させながらアミューズメントメディア総合学院声優タレント学科に通い、2002年頃より声優としての活動を開始した。学生時代はアミューズメントメディア総合学院の昼過ぎの授業が終わり、午後は牛丼屋のアルバイト、夜は日本語を勉強するために高校の定時制に通っていた。
初仕事は2001年12月に学生時代に新人発掘のオーディションを受けてスタッフが柿原のキャラクターを気に入ってもらって出演した文化放送のラジオ番組だった。19歳の時にドラマCD『プリンセスVer.1』でデビュー。
前述の通り、幼稚園で社会実習をしており、子供たちが『ポケットモンスター』、『サザエさん』、『ドラえもん』といったアニメの話をしており、その時、「子供たちがこんなにアニメが好きなら、僕もいつかこの子たちにアニメを観せてあげられる立場になれたらいいな」と思っており、これも声優になりたい理由のひとつだったという。
『ネポス・ナポス』、『ふしぎ星の☆ふたご姫』で念願の子供向けアニメに出演し、始まってみると、それまでしていた芝居と、子供向けの芝居は全然違っており、誰がその作品を観ているのかにより、発信の仕方も変わり、芝居をさらに考えるいいきっかけになったという。
その後も、幅広いジャンルの作品に出演し、その時々で、「いい作品にたくさん巡りあえてるなぁ」と感じており、『天元突破グレンラガン』も、柿原を変えてくれた大きな作品だという。前述の通り、『ネポス・ナポス』と『ふしぎ星の☆ふたご姫』で子供向けアニメを経験したが、今度は子供も大人も観られる作品で初主役を演じさせてもらい、周囲からは、「こんなすごい作品に主演したら、そこで燃え尽きちゃうんじゃない？」と心配されたという。
2007年、第1回声優アワードで新人男優賞を受賞。
2010年11月24日、Kiramuneレーベルから、歌手デビュー。KiramuneレーベルからCDデビューを誘われた時は、役者として業界に入ったため声優以外にも舞台や映像といった体を使って演じることは視野に入れていたが、「歌の表現方法は一切考えてなかった」として面食らったという。返事を保留して数週間悩み、所属事務所のスタッフに相談したり、レーベルのスタッフと直接会って協議した結果、「おもしろいものを作れるはず」と思えるようになり歌手デビューに至った。
2013年7月1日、オフィシャルブログにて、同年6月30日をもって、2002年デビューから所属していた81プロデュースを退所し、フリーになったことを発表。
2014年7月1日、フリーになってから1年の節目に個人事務所「株式会社Zynchro（ジンクロ）」を設立、現在は同事務所の取締役兼所属。

## 人物・エピソード
同じくアミューズメントメディア総合学院出身でもある芹澤優とは、『プリティーシリーズ』などで共演している。また柿原は芹澤に対し、「声優もアイドルもどっちもやっていること、純粋にすごいなって思ったよ」とも言っていた。その時に芹澤は「そう思ってくれる人がいるんだ」と知れたことで、「声優の活動をアイドルの活動に、アイドルの活動を声優の活動に還元できたらいいな」と声優とアイドルへの両立を前向きにさせてくれたと語る。
本家は埼玉県の秩父にあり、上武鉄道（現秩父鉄道）創始者の柿原萬蔵は親族にあたる。

### 特色
声種はハイバリトン。
役柄としては、少年、青年役、青少年の熱血ヒーロー役を演じることが多い。演じる役の振れ幅も広く、『聖闘士星矢 THE LOST CANVAS 冥王神話』、『花咲ける青少年』、『鋼の錬金術師 FULLMETAL ALCHEMIST』、『鉄のラインバレル』、『かんなぎ』といった2009年時点ではどの役も、芝居の幅を広げてくれる作品ばかりなため、恵まれてるという。語学が堪能なため、日本語以外を喋る役柄を任されることがある。

### 趣味・嗜好
ドイツにいた頃も、両親の実家が日本のため、たびたび日本に帰国していた。その時に日本で漫画を300冊ほど買い集め、船便でドイツにまとめて送っていた。妹の影響で少女漫画も愛読していたなど、子供の頃から日本のアニメや漫画に親しんでいた。それらの漫画はドイツ側の実家に全て置いてある。
漫画では『ジョジョの奇妙な冒険』が好きで、自身のブログでたびたび台詞などを使用する。
世界規模の大会で応援する国はサッカーならドイツ、野球なら日本と競技によって分けている。阪神タイガースと同球団に所属していた赤星憲広選手のファン。音楽は両親の影響もありCHAGE and ASKAのファン。
趣味及び特技はバイク、手品、社交ダンス、スノーボードなど。また血液型を覚えるのが得意で、声優業界の人の血液型をほぼ記憶する趣味を持つ。自分の環境を変えるために免許を取り、休日は友人とクルマやバイクでツーリングしてリフレッシュしている。

## 出演
太字はメインキャラクター。

### テレビアニメ
2003年
- アソボット戦記五九（アナウンサー）
- おもいっきり科学アドベンチャー そーなんだ!（人々）
- デュエル・マスターズ（デュエリストA）
- まっすぐにいこう。（生徒、学生たち）
- まぶらほ（男子生徒）

2004年
- 恋風（友人B）
- せんせいのお時間（コロちゃん、男學生B）
- ネポス・ナポス（ティモ）
- 双恋（張山）
- わがまま☆フェアリー ミルモでポン! わんだほう

2005年
- 銀盤カレイドスコープ（記者）
- 砂ぼうず（兵）
- SPEED GRAPHER（研究員C）
- ふしぎ星の☆ふたご姫（2005年 - 2007年、ブライト） - 2シリーズ
- 魔法少女リリカルなのはシリーズ（2005年 - 2007年、レヴァンティン、グラーフアイゼン、ランディ、砂竜、ストラーダ、ラッド・カルタス） - 3シリーズ
- メジャー（2005年 - 2008年、サッカー部員、高橋、浦沢、原口、木村 他） - 3シリーズ

2006年
- ああっ女神さまっ それぞれの翼（男子生徒）
- あまえないでよっ!!喝!!（男子生徒）
- おじゃる丸（ジャック）
- きらりん☆レボリューション（2006年 - 2009年、樽山樽也、にーくん） - 2シリーズ
- 地獄少女シリーズ（2005年 - 2017年、男子生徒、宍戸俊） - 3シリーズ
- しにがみのバラッド。（男子1）
- となグラ!（ファンクラブ会員C）
- 西の善き魔女 Astraea Testament（兵士2）
- 妖逆門（大学生A）
- パンプキン・シザーズ
- 武装錬金（生徒）
- BLACK LAGOON The Second Barrage（リコ、ミソっ歯ジョニー）
- プリンセス・プリンセス（豊実琴）
- xxxHOLiC（2006年 - 2008年、薬局の店員A〈風疾〉） - 2シリーズ

2007年
- Over Drive（観客）
- CLAYMORE（オフィーリアの兄、少年、テオの町人〈妖魔〉C、盗賊E）
- GR-GIANT ROBO-（管制官、パイロット、運転手、警官、コブラパイロット指揮官、無線）
- 獣装機攻ダンクーガノヴァ（グラン）
- 少年陰陽師（狒狒、陰陽生〈一〉）
- ZOMBIE-LOAN（ライカ〈ポチ〉）
- 地球へ…（キム）
- 天元突破グレンラガン（シモン）
- ドラゴノーツ -ザ・レゾナンス-（タチバナ・カズキ）
- BLEACH（2007年 - 2009年、飯島真治、ジオ＝ヴェガ）
- ひだまりスケッチ（2007年 - 2009年、自転車少年の声、宅配のお兄さん、サラリーマン） - 2シリーズ + 特別編
- PRISM ARK（ハヤウェイ）
- みなみけ（2007年 - 2013年、藤岡、キャスター） - 4シリーズ
- ロミオ×ジュリエット（マキューシオ）

2008年
- H2O -FOOTPRINTS IN THE SAND-（子分B）
- 喰霊―零―（進藤マサキ）
- かんなぎ（秋葉巡）
- 鉄のラインバレル（2008年 - 2009年、早瀬浩一）
- 純情ロマンチカ2（友人）
- スケアクロウマン（セバスチャン）
- 隠の王（加藤候）
- 二十面相の娘（ゴロ）
- のらみみ（タテロル）
- ポケットモンスター ダイヤモンド&パール（2008年 - 2010年、レイジ）
- まじしゃんず・あかでみい（若者の武士）
- マクロスF（パイロット）

2009年
- クロスゲーム（朝見水輝）
- 極上!!めちゃモテ委員長（五所川原フランソワ）
- ゴルゴ13（クーキー）
- シャングリ・ラ（メデューサ、古河）
- 天体戦士サンレッド（第2期）（2009年 - 2010年、Pちゃん・エラー、カビラジェイ、ピザの配達員、レゴリス）
- ドーラ（ヘンゼル）
- 鋼の錬金術師 FULLMETAL ALCHEMIST（ケイン・フュリー）
- 花咲ける青少年（寅之助・V・芳賀）
- FAIRY TAIL（2009年 - 2025年、ナツ・ドラグニル） - 4シリーズ
- メタルファイト ベイブレード（2009年 - 2010年、氷魔） - 2シリーズ

2010年
- 会長はメイド様!（荒嶽剛毅）
- ぬらりひょんの孫（2010年 - 2011年、島二郎） - 2シリーズ
- バトルスピリッツ ブレイヴ（2010年 - 2011年、ユース・グリンホルン）
- ひめチェン!おとぎちっくアイドル リルぷりっ（クリス / Wish、イルカ王子）
- みつどもえ（2010年 - 2011年、ガチブルー） - 2シリーズ

2011年
- 青の祓魔師（2011年 - 2025年、アマイモン、ハムスター） - 3シリーズ
- C（宣野座功）
- SKET DANCE（笛吹正文）
- 戦国☆パラダイス -極-（伊達政宗）
- デジモンクロスウォーズ 〜時を駆ける少年ハンターたち〜（最上リョウマ、大学生2、マネージャー）
- DOG DAYS（2011年 - 2015年、ガウル・ガレット・デ・ロワ） - 3シリーズ
- トリコ（十夢）
- HIGH SCORE（常磐津次郎）
- へうげもの（織田長孝）
- もしドラ（浅野慶一郎）

2012年
- 機動戦士ガンダムAGE（ディーン・アノン）
- CRASH!（赤松順平）
- K（アドルフ・K・ヴァイスマン、キツネ煙、無色の王）
- スマイルプリキュア!（ブライアン・テイラー）
- 聖闘士星矢Ω（龍峰）
- BRAVE10（猿飛佐助）
- 松本零士「オズマ」（サム・コイン）
- 名探偵コナン（立野寿巳男）

2013年
- AMNESIA（シン）
- 宇宙戦艦ヤマト2199（ノラン・オシェット）
- 神さまのいない日曜日（キリコ・ズブレスカ）
- クレヨンしんちゃん（2013年 - 2017年、悠三、金のぶりぶりざえもん）
- 黒子のバスケ（川瀬陽平）
- 血液型くん!（2013年 - 2016年、AB型くん） - 4シリーズ
- サーバント×サービス（田中譲二）
- 青伝遊承 Numer0nSaga（イオ）
- 八犬伝―東方八犬異聞―（犬塚信乃）
- プリティーリズム・レインボーライブ（神浜コウジ）
- BLAZBLUE ALTER MEMORY（ジン＝キサラギ）
- まおゆう魔王勇者（刻印王）
- 魔界王子 devils and realist（カミオ、使い魔）
- マギ The kingdom of magic（練紅覇）
- 弱虫ペダル（2013年 - 2023年、東堂尽八） - 5シリーズ
- ログ・ホライズン（2013年 - 2021年、ルンデルハウス） - 3シリーズ

2014年
- M3〜ソノ黒キ鋼〜（真木ミナシ）
- 牙狼〈GARO〉-炎の刻印-（ぺぺ）
- 金田一少年の事件簿R（神丘風馬）
- 少年ハリウッド シリーズ（2014年 - 2015年、甘木生馬） - 2シリーズ
- ダイヤのA（吉沢秀明）
- 東京ESP（進藤マサキ）
- 風雲維新ダイ☆ショーグン（徳川慶一郎）
- ベイビーステップ（2014年 - 2015年、宮川卓也） - 2シリーズ
- 鬼灯の冷徹（2014年 - 2018年、唐瓜） - 3シリーズ
- みんな集まれ!ファルコム学園（2014年 - 2015年、ロイド） - 2シリーズ
- ONE PIECE（ガルドア）

2015年
- 境界のRINNE（2015年 - 2017年、魔狭人、悪霊A） - 3シリーズ
- 空戦魔導士候補生の教官（ロイド・オールウィン）
- 冴えない彼女の育てかた（2015年 - 2017年、波島伊織） - 2シリーズ
- 櫻子さんの足下には死体が埋まっている（今居陽人）
- SHOW BY ROCK!!（2015年 - 2016年、ヤイバ） - 3シリーズ
- 干物妹!うまるちゃん（2015年 - 2017年、橘・アレックス） - 2シリーズ
- 遊☆戯☆王ARC-V（デニス・マックフィールド）

2016年
- Occultic;Nine -オカルティック・ナイン-（森塚駿）
- おじさんとマシュマロ（若林勇）
- 学園ハンサム（早乙女拓也）
- コンクリート・レボルティオ〜超人幻想〜THE LAST SONG（ガンバ）
- SERVAMP-サーヴァンプ-（有栖院御国）
- 12歳。〜ちっちゃなムネのトキメキ〜（堤歩） - 2シリーズ
- 機動戦士ガンダムUC RE:0096（アンジェロ・ザウパー）
- 侍霊演武:将星乱（馬麟威）
- ツキウタ。 THE ANIMATION（2016年 - 2020年、葉月陽） - 2シリーズ
- ディバインゲート（アカネ）
- 刀剣乱舞-花丸-（2016年 - 2018年、鶯丸） - 2シリーズ
- ナンバカ（ウノ）
- パズドラクロス（2016年 - 2018年、ランス）
- はんだくん（二階堂礼緒）
- B-PROJECT シリーズ（2016年 - 2023年、音済百太郎） - 3シリーズ
- プリンス・オブ・ストライド オルタナティブ（維田天）
- ワールドトリガー（唯我尊）

2017年
- タイムボカン24（沖田総司）
- 喧嘩番長 乙女 -Girl Beats Boys-（未良子裕太）
- 戦刻ナイトブラッド（直江兼続）
- Code:Realize 〜創世の姫君〜（ヴィクター・フランケンシュタイン）
- ラブ米 -WE LOVE RICE- 二期作（おいでまい）
- UQ  HOLDER! 〜魔法先生ネギま!2〜（飴屋一空）
- DYNAMIC CHORD（結崎芹）
- aiseki MOGOL GIRL（勅使河原）

2018年
- ドラえもん（テレビ朝日版第2期）（ホドホ）
- パズドラ（2018年 - 2025年、トラゴン）
- レイトン ミステリー探偵社 〜カトリーのナゾトキファイル〜（フレデリック・モーデン）
- ラストピリオド -終わりなき螺旋の物語-（明星スバル）
- かくりよの宿飯（秀吉）
- ムヒョとロージーの魔法律相談事務所（2018年 - 2020年、ヨイチ / 火向洋一） - 2シリーズ
- 夢王国と眠れる100人の王子様（マーチア）
- 叛逆性ミリオンアーサー（2018年 - 2019年、鉄拳アーサー） - 2シリーズ
- 火ノ丸相撲（2018年 - 2019年、寺原拓哉）

2019年
- なむあみだ仏っ!-蓮台 UTENA-（大日如来）
- KING OF PRISM -Shiny Seven Stars-（神浜コウジ）
- あんさんぶるスターズ!（明星スバル）
- ありふれた職業で世界最強（2019年 - 2025年、天之河光輝） - 3シリーズ
- キャロル&チューズデイ（アーロン）
- スタンドマイヒーローズ PIECE OF TRUTH（朝霧司）
- 魔入りました!入間くん（2019年 - 2023年、アンドロ・M・ジャズ） - 3シリーズ
- ファンタシースターオンライン2 エピソード・オラクル（2019年 - 2020年、ヒューイ）

2020年
- SHOW BY ROCK!! ましゅまいれっしゅ!!（2020年 - 2021年、ヤイバ） - 2シリーズ
- 乙女ゲームの破滅フラグしかない悪役令嬢に転生してしまった…（2020年 - 2021年、キース・クラエス） - 2シリーズ
- 文豪とアルケミスト 〜審判ノ歯車〜（中原中也）
- ジビエート（神崎千水）
- 恋とプロデューサー〜EVOL×LOVE〜（キラ）
- BORUTO-ボルト- NARUTO NEXT GENERATIONS（ディーパ）
- ドラゴンクエスト ダイの大冒険 (2020)（バロン）
- A3!（雪白東）

2021年
- オルタンシア・サーガ（レオン・D・オリヴィエ）
- アイ★チュウ（山野辺澪）
- ましろのおと（タケト）
- 迷宮ブラックカンパニー（アルス）

2022年
- リーマンズクラブ（竹田浩輝）
- ラブオールプレー（東山陽次）
- 阿波連さんははかれない（2022年 - 2025年、石川） - 2シリーズ
- 史上最強の大魔王、村人Aに転生する（エラルド）
- トモダチゲーム（柱谷千聖）
- ヒロインたるもの!〜嫌われヒロインと内緒のお仕事〜（MEGU）
- キャップ革命 ボトルマンDX（2022年 - 2023年、紅ハク）

2023年
- 解雇された暗黒兵士（30代）のスローなセカンドライフ（ガシタ）
- 僕のヒーローアカデミア（六代目・煙）
- The Legend of Heroes 閃の軌跡 Northern War（ロイド・バニングス）

2024年
- HIGH CARD（ノア・フォーランド）
- 刀剣乱舞 廻 -虚伝 燃ゆる本能寺-（鶯丸）
- 杖と剣のウィストリア（ユリウス・レインバーグ）
- キン肉マン 完璧超人始祖編（2024年 - 2025年、ステカセキング） - 2シリーズ
- 神之塔 -Tower of God-（クエトロ・ブリッツ） - 2シリーズ
- 妖怪学校の先生はじめました!（小さいおじさん）

2025年
- 俺だけレベルアップな件 Season 2 -Arise from the Shadow-（K）
- ＃コンパス2.0 戦闘摂理解析システム（桜華忠臣）
- おしりたんてい（かいとうZ）
- ずたぼろ令嬢は姉の元婚約者に溺愛される（トッポ）

### 劇場アニメ
2007年
- 劇場版 NARUTO -ナルト- 疾風伝（クスナ）
- ベクシル 2077日本鎖国（タロウ）

2008年
- 劇場版 空の境界 第五章「矛盾螺旋」（臙条巴）
- 劇場版 天元突破グレンラガン（2008年 - 2009年、シモン） - 2部作

2010年
- 魔法少女リリカルなのは The MOVIE 1st（ランディ）
- こわれかけのオルゴール（ケイイチロウ）
- 劇場版メタルファイト ベイブレードVS太陽 灼熱の侵略者ソルブレイズ（氷魔）

2011年
- トリコ 3D 開幕!グルメアドベンチャー!!（トム）

2012年
- 青の祓魔師 ―劇場版―（アマイモン）
- 魔法少女リリカルなのは The MOVIE 2nd A's（レヴァンティン、グラーフアイゼン、ランディ）
- FAIRY TAILシリーズ（2012年 - 2017年、ナツ・ドラグニル） - 2作品

2013年
- 劇場版 トリコ 美食神の超食宝（トム）

2015年
- 劇場版 弱虫ペダル（東堂尽八）
- UFO学園の秘密（タイラ）

2016年
- KING OF PRISMシリーズ（2016年 - 2025年、神浜コウジ） - 5作品
- KINGSGLAIVE FINAL FANTASY XV（プロンプト・アージェンタム）
- ゼーガペインADP（カノウ・トオル）

2017年
- 魔法少女リリカルなのは Reflection（ランディ）

2018年
- 劇場版ときめきレストラン☆☆☆ MIRACLE6（辻魁斗）
- 劇場版 SERVAMP-サーヴァンプ- -Alice in the Garden-（有栖院御国）
- フリクリ オルタナ（塩屋トシオ）
- 宇宙の法—黎明編—（タイラ / 日下部大空）

2019年
- 冴えない彼女の育てかた Fine（波島伊織）

2020年
- HoneyWorks 10th Anniversary "LIP×LIP FILM×LIVE"（MEGU）

2022年
- あんさんぶるスターズ!!-Road to Show!!-（明星スバル）

2023年
- 劇場版 乙女ゲームの破滅フラグしかない悪役令嬢に転生してしまった…（キース・クラエス）

2024年
- RABBITS KINGDOM THE MOVIE（葉月陽）
- 僕のヒーローアカデミア THE MOVIE ユアネクスト（六代目・煙）
- ゼーガペインSTA（カノウ・トオル）

2025年
- 映画おしりたんてい スター・アンド・ムーン（かいとうZ）

### OVA
2002年
- 戦闘妖精雪風（エコー2）

2004年
- 天罰エンジェルラビィ☆（男の子B）

2006年
- Angel's Feather（三ッ木響平）

2007年
- マリア様がみてる 3rdシーズン（花寺学院生徒）
- お金がないっ（石井鉄男）
- テニスの王子様 Original Video Animation 全国大会篇 Semifinal（リリアデント・クラウザー）
- 冬の蝉（藩士）

2008年
- 舞-乙HiME 0〜S.ifr〜（キッド）

2009年
- 聖闘士星矢 THE LOST CANVAS 冥王神話（2009年 - 2011年、テンマ）
- 鉄のラインバレル「鉄の影」（早瀬浩一）
- みなみけ（2009年 - 2013年、藤岡） - コミックス第6・10・11巻限定版

2010年
- 機動戦士ガンダムUC（アンジェロ・ザウパー）
- Peeban（スパイキー）
- BLACK LAGOON Roberta's Blood Trail（ロニー）

2011年
- FAIRY TAIL（ナツ・ドラグニル）
- ブラック・ジャック FINAL（松の丞）

2012年
- コープスパーティー Missing Footage（森繁朔太郎） - 付録・非売品OAD
- 新テニスの王子様（リリアデント・蔵兎座）
- ファインダーの標的（高羽秋仁）

2013年
- コープスパーティー Tortured Souls -暴虐された魂の呪叫-（森繁朔太郎） - ODS先行上映
- FAIRY TAIL×RAVE（ナツ・ドラグニル）

2015年
- 学園ハンサム The Animation（早乙女拓也）
- 機動戦士ガンダム THE ORIGIN（2015年 - 2018年、ガルマ・ザビ） - 2019年に再編集作品『THE ORIGIN 前夜 赤い彗星』テレビ放送
- 鬼灯の冷徹 OADシリーズ（2015年 - 2019年、唐瓜）

2016年
- 弱虫ペダル SPARE BIKE（東堂尽八）

2023年
- スタンドマイヒーローズ WARMTH OF MEMORIES（朝霧司）

### Webアニメ
- 亡念のザムド（2008年、シロザ[179]）
- こぴはん（2011年、雲桐万年青）
- Bonjour♪恋味パティスリー（2014年、葵井三斗希[180]）
- BROTHERHOOD FINAL FANTASY XV（2016年、プロンプト・アージェンタム）
- クレヨンしんちゃん外伝 家族連れ狼（2017年、八兵衛）
- THE KING OF FIGHTERS :DESTINY（2017年、マット）
- 弱酸性ミリオンアーサー（2018年、鉄拳アーサー）
- 【#コンパス】桜華忠臣 Axis（2018年、桜華忠臣）
- バトルスピリッツ サーガブレイヴ（2020年、ユース・グリンホルン）
- 阿波連さんははかれない ミニ（2022年、石川）
- じゃんたま カン!!（2024年、エイン[181]、ヤクザ達）

### ゲーム
2004年
- イリスのアトリエ エターナルマナ（クレイン・キースリンク）
- Quest of D
- 幕末恋華 新選組

2005年
- コロッケ!DS 天空の勇者たち（グルテン）
- ZOIDS TACTICS（レイ・グレック）
- リマスタートラック ロックマンゼロ・テロス（ハルピュイア側近）
- ロックマンゼロ4（フェンリー・ルナエッジ）

2006年
- イリスのアトリエ グランファンタズム（パージゼル・クローネ）
- 聖剣伝説4（エルディ）
- VALHALLA KNIGHTS -ヴァルハラ ナイツ-（ヒューマン、男）
- 比翼は愛薊の彼方へ 〜未了の因〜（檜光）
- プリンセス・プリンセス 姫たちのアブナい放課後（豊実琴）
- ポップンミュージック14 フィーバー!（『BREAK THROUGH THE DREAM』歌唱）
- ロックマンゼクス（フェンリー・ルナエッジ）

2007年
- DEAR My SUN!!〜ムスコ★育成★狂騒曲〜（紫藤雷斗〈真面目系〉）
- 天元突破グレンラガン（シモン）
- 比翼は愛薊の彼方へ 〜久遠の想〜（檜光）

2008年
- アットゲームズ こえペタ 声ガチャ第1 - 2弾「桜庭れみ&桜庭そら」編（桜庭そら）
- 幻想水滸伝ティアクライス（リウ・シエン）
- 恋人は同居人（西園寺裕次）
- テイルズ オブ ハーツ（シング・メテオライト）
- トゥルーフォーチュン（上条ミカル）
- ふしぎ遊戯 朱雀異聞（角宿、亢宿）
- PRISM ARK -AWAKE-（ハヤウェイ）
- BLAZBLUE（ジン・キサラギ、ハクメン）
- 放課後は白銀の調べ（和泉悠斗）
  - 放課後は白銀の調べ〜急急如律令〜（和泉悠斗）

- 星空のコミックガーデン（カスティス恭一）
- モノクローム・ファクター cross road（橘勇）
- 流星のロックマン3（暁シドウ、ハンターVG）

2009年
- GARNET CRADLE（西蓮寺理人）
- 恋する私の王子様（渋谷庵理）
- シャイニング・フォース クロス（ブラッド）
- 断罪のマリア（クラウス・エアハルト、ポルトギーザー）
- テイルズ オブ バーサス（シング・メテオライト）
- 鋼の錬金術師 FULLMETAL ALCHEMIST 暁の王子（ケイン・フュリー）
- 鋼の錬金術師 FULLMETAL ALCHEMIST 黄昏の少女（ケイン・フュリー）
- ヒミツの大奥（伊東和巳、元山太一）
- BLAZBLUE CONTINUUM SHIFT（ジン・キサラギ、ハクメン）
- メタルファイト ベイブレード ガチンコスタジアム（氷魔）
- メタルファイト ベイブレード 爆誕! サイバーペガシス（氷魔）
- ワンド オブ フォーチュン（ラギ・エル・ナギル）

2010年
- イースvs.空の軌跡 オルタナティブ・サーガ（ロイド・バニングス）
- 81Keys（ジード）
- 英雄伝説 零の軌跡（ロイド・バニングス）
- GARNET CRADLE sugary sparkle（The prince of AMETHYST / 西蓮寺理人）
- 家庭教師ヒットマンREBORN! 絆のタッグバトル（ランド）
- かれぺっと（わんこ、ツンデレ、へたれ）
- コープスパーティー ブラッドカバー リピーティッドフィアー（森繁朔太郎）
- サモンナイトグランテーゼ 滅びの剣と約束の騎士（オウジ）
- 絶対迷宮グリム 〜七つの鍵と楽園の乙女〜（あかずきん）
- Solatorobo それからCODAへ（レッド・サハラン）
- FAIRY TAIL 激闘!魔導士決戦（ナツ・ドラグニル）
- FAIRY TAIL PORTABLE GUILD（ナツ・ドラグニル）
- BLAZBLUE CONTINUUM SHIFT II（ジン・キサラギ、ハクメン）
- 魔法少女リリカルなのはA's PORTABLE -THE BATTLE OF ACES-（レヴァンティン、グラーフアイゼン）
- メタルファイト ベイブレード 爆神スサノオ襲来!（氷魔）
- メタルファイト ベイブレード ポータブル 超絶転生! バルカンホルセウス（氷魔）
- メタルファイト ベイブレード 頂上決戦! ビッグバン・ブレーダーズ（氷魔）
- ラストソングを君に（朝比奈和哉）
- ラストランカー（ベイガー）
- ラブルートゼロ KissKiss☆ラビリンス（黒江和哉）
- 恋愛番長 命短し、恋せよ乙女! Love is Power（小悪魔番長）
- ワンド オブ フォーチュン ポータブル（ラギ・エル・ナギル）
- ワンド オブ フォーチュン 〜未来へのプロローグ〜（ラギ・エル・ナギル）
- ワンド オブ フォーチュン 〜未来へのプロローグ〜 ポータブル（ラギ・エル・ナギル）

2011年
- AKIBA'S TRIP（阿倍野優）
- AMNESIA（シン）
- SDガンダム GGENERATION（2011年 - 2025年、アンジェロ・ザウパー、ロッシェ・ナトゥーノ、エイミー・ジンバリスト、レリーレ・アルナイル、マイキャラクターボイス男性〈OVER WORLD・GENESIS〉） - 6作品
- 英雄伝説 碧の軌跡（ロイド・バニングス）
- Original story from FAIRY TAIL 激突! カルディア大聖堂（ナツ・ドラグニル）
- きらめき!熱血☆ラ部 （七原忍）
- GARNET CRADLE Portable 〜鍵の姫巫女〜（西蓮寺理人）
- 月華繚乱ROMANCE（雪柳翔）
- 恋に落ちた海賊王（トワ）
- コープスパーティー Book of Shadows（森繁朔太郎）
- 絶対迷宮グリム 〜七つの鍵と楽園の乙女〜 DIRECTORS CUT（あかずきん）
- 戦国☆パラダイス -極-（伊達政宗）
- 第2次スーパーロボット大戦Z 破界篇 / 再世篇（シモン） - 2作品
- テイルズ オブ ザ ワールド レディアント マイソロジー3（シング・メテオライト）
- FAIRY TAIL PORTABLE GUILD 2（ナツ）
- BLAZBLUE CONTINUUM SHIFT EXTEND（ジン・キサラギ、ハクメン）
- ワンド オブ フォーチュン2 〜時空に沈む黙示録〜（ラギ・エル・ナギル）

2012年
- AKIBA'S TRIP PLUS（阿倍野優）
- AMNESIA LATER（シン）
- 英雄伝説 零の軌跡 Evolution（ロイド・バニングス）
- カレフォン（本田将吾）
- 機動戦士ガンダムUC（アンジェロ・ザウパー）
- グリム・ザ・バウンティハンター（ヴィッダー＝シャルム）
- コープスパーティー THE ANTHOLOGY サチコの恋愛遊戯♥Hysteric Birthday 2U（森繁朔太郎）
- 聖闘士星矢Ω アルティメットコスモ（龍峰）
- 断罪のマリア 〜ラ・カンパネラ〜（クラウス・エアハルト、ポルトギーザー）
- テイルズ オブ ザ ヒーローズ ツインブレイヴ（シング・メテオライト）
- ファンタシースターオンライン2（ライト、ヒューイ）
- FAIRY TAIL ゼレフ覚醒（ナツ、ナツ〈エドラス〉）
- BLAZBLUE CHRONOPHANTASMA（ジン・キサラギ、ハクメン)
- 嫁コレ（猿飛佐助、ナツ・ドラグニル、シン、犬塚信乃、東堂尽八、ヤイバ）
- 恋愛番長2 MidnightLesson!!!（小悪魔番長）
- ワンド オブ フォーチュン2 FD 〜君に捧げるエピローグ〜（ラギ・エル・ナギル）

2013年
- AMNESIA CROWD（シン）
- AMNESIA V Edition（シン）
- イケメンまみれ（緑岡悠）
- O*G*A 鬼ごっこロワイアル ハンターは孤島で恋をする（内川聖也）
- 家政婦さんっ!〜トキメク☆イケメン男子寮〜（加藤嵐士）
- 機動戦士ガンダム エクストリームバーサス（2013年 - 2016年、アンジェロ・ザウパー） - 4作品
- 恋花デイズ（百合澤英士）
- サモンナイト5（カゲロウ）
- Jewelic Nightmare（徒狩紅 / ルー）
- しらつゆの怪（志摩孝臣）
- 真・三國無双7 猛将伝（朱然）
- スーパーロボット大戦Operation Extend（シモン）
- スーパーロボット大戦UX（早瀬浩一）
- 断罪のマリア Complete Edition（クラウス・エアハルト、ポルトギーザー）
- テイルズ オブ ハーツ R（シング・メテオライト）
- ときめきレストラン☆☆☆（辻魁斗）
- トリコ グルメガバトル!（十夢）
- 魔界王子 devils and realist 代理王の秘宝（カミオ）

2014年
- AMNESIA LATER×CROWD V Edition（シン）
- AMNESIA World（シン）
- Vinculum Hearts 〜アイリス魔法学園〜（クライド＝キング）
- 英雄伝説 碧の軌跡 Evolution（ロイド・バニングス）
- 英雄伝説 閃の軌跡 II（ロイド・バニングス）
- M3〜ソノ黒キ鋼〜///MISSION MEMENTO MORI（真木ミナシ）
- 俺の屍を越えてゆけ2（鳴神小太郎）
- カオス ヒーローズ オンライン（ジン）
- CV 〜キャスティングボイス〜（クレーデン瑠仁）
- 下天の華 夢灯り（竹中半兵衛）
- グランブルーファンタジー（2014年 - 2024年、エルモート、イクス）
- 恋するペットとカレのヒミツ（火野瞬也）
- 声カレ〜放課後キミに会いに行く〜（エリオス）
- 越えざるは紅い花〜大河は未来を紡ぐ〜（ジギ）
- Code:Realize 〜創世の姫君〜（ヴィクター・フランケンシュタイン）
- コープスパーティー BLOOD DRIVE（森繁朔太郎）
- サウザンドメモリーズ（ランスロット）
- 12歳。（2014年 - 2017年、堤歩） - 3作品
- 神撃のバハムート（クラーク、ホビットアドベンチャラー）
- 真・三國無双7 Empires（朱然）
- スーパーヒーロージェネレーション（ギラ・ズール〈親衛隊隊長〉 / ローゼン・ズール）
- 戦場の円舞曲（ティファレト）
- 爽海バッカニアーズ!（フレデリック＝ロゼ＝ランフォード）
- 第3次スーパーロボット大戦Z 時獄篇 / 天獄篇（2014年 - 2015年、アンジェロ・ザウパー、シモン） - 2作品
- 大乱走ダッシュor奪取!!（仮沢仮令）
- 帝國カレイド-万華の革命-（丹葉桐己）
- ナナイロ☆プロダクション〜どきどきボイスアクター〜（真白有李）
- パズドラ バトルトーナメント -ラズール王国とマドロミドラゴン-（アンリ・ボーラム）
- BAD MEDICINE（加修レム）
- ハンターヒーロー -HUNTER HERO-（ゲイル）
- マーメイド・ゴシック（牡丹）
- マギ 新たなる世界（練紅覇）
- 魔女王（メルヴィン）
- ロストディメンション（アギト・ユウキ）

2015年
- アイ★チュウ（死と時の番人〈デスクロノス〉）
- あんさんぶるスターズ！（2015年 - 2020年、明星スバル）
- イグジストアーカイヴ -The Other Side of the Sky-（霧谷時久）
- 男遊郭（伊東慶次）
- オルタンシア・サーガ -蒼の騎士団-（レオン・D・オリヴィエ）
- クイズRPG 魔法使いと黒猫のウィズ（アレク・ルミナレス）
- KLAP!! 〜Kind Love And Punish〜（近江亮）
- クリスタル クラウン（ライト）
- クロスワールド（ギルベルト）
- 激闘! 三国英雄伝（趙雲）
- 恋する式神（天道時臣）
- コープスパーティー ブラッドカバー リピーティッドフィアー 3DS版（森繁朔太郎）
- 黒蝶のサイケデリカ（鴉翅）
- 冴えない彼女の育てかた -blessing flowers-（波島伊織）
- SWEET CLOWN 〜午前三時のオカシな道化師〜（日之世武尊）
- スーパーロボット大戦BX（ディーン・アノン、アンジェロ・ザウパー）
- 絶対階級学園〜Eden with roses and phantasm〜（加地壱波）
- 絶対迷宮 秘密のおやゆび姫（みにくいアヒルの子 / アルビレオ）
- ゼノブレイドクロス（アバターボイス〈耽美〉）
- DYNAMIC CHORD feat.Liar-S（結崎芹）
- 東京新世録 オペレーションバベル（キエル）
- 刀剣乱舞-ONLINE-（鶯丸）
- ドラゴンズドグマオンライン（男性メインポーン（追加DLC））
- 箱庭の学園（折本樹）
- パズルワンダーランド（カイザー）
- ヴァルプルガの詩（謎の青年 / 志賀喬）
- 干物妹!うまるちゃん 〜干物妹!育成計画〜（橘・アレックス）
- プリンス・オブ・ストライド（維田天）
- BLAZBLUE CENTRALFICTION（ジン・キサラギ、ハクメン）
- ボーイフレンド（仮）（壬生虎冴）
- 魔界戦記ディスガイア5（ゼロッケン）
- 夢王国と眠れる100人の王子様（マーチア、神浜コウジ）
- 弱虫ペダル 明日への高回転（東堂尽八）
- 雷子（PS Vita版）（キョウ）
- LINE 悪魔と恋する10日間 Heaven’s Kiss（黒羽志貴）
- LOVE QUIZ（トワダ）
- ROOT∞REXX（蓮水秋）

2016年
- 赤い砂堕ちる月（洛泉）
- AKIBA'S BEAT（カノン）
- イケメン革命◆アリスと恋の魔法（フェンリル＝ゴッドスピード）
- くまぱら（くま）
- グランドサマナーズ（レイアス）
- 喧嘩番長 乙女（未良子裕太）
- Code:Realize 〜祝福の未来〜（ヴィクター・フランケンシュタイン）
- 栽培少年（チャン・ケーシ）
- サモンナイト6 失われた境界たち（カゲロウ）
- ＃コンパス 戦闘摂理解析システム（桜華忠臣）
- Shadowverse（シーフ、神秘の探求者・クラーク、闇の従者）
- 白猫プロジェクト（メリド）
- スーパーロボット大戦X-Ω（2016年 - 2018年、シモン、早瀬浩一）
- スタンドマイヒーローズ（朝霧司）
- 7'scarlet（甘梨イソラ）
- 蒼空のリベラシオン（ケイネス）
- ディバインゲート（アカネ）
- 天穹のアルクルス（フォリー・タンペット）
- なむあみだ仏っ!（大日如来）
- HalfBlood‐境界で揺れる恋（アラタ）
- ファイナルファンタジーXV（プロンプト・アージェンタム）
- Blackish House sideA→（姫埼藤吾）
- ブレス オブ ファイア6 白竜の守護者たち（男性主人公）
- 悠久のティアブレイド -Lost Chronicle-（クレイドル）
- 輪華ネーション（グレゴール・ヨハン・メンデル）
- 文豪とアルケミスト（中原中也）

2017年
- ニューダンガンロンパV3 みんなのコロシアイ新学期（キーボ）
- 花朧 〜戦国伝乱奇〜（滝川アラン）
- A3!（雪白東）
- KLAP!! 〜Kind Love And Punish〜 Fun Party（近江亮）
- 茜さすセカイでキミと詠う（永倉新八）
- スーパーロボット大戦V（アンジェロ・ザウパー）
- ツキノパラダイス。（葉月陽）
- 戦刻ナイトブラッド（直江兼続）
- ツキトモ。-TSUKIUTA.12 memories-（葉月陽）
- GOD WARS 〜時をこえて〜（ウラシマ）
- エターナル・スターダスト（真田優也）
- 君と霧のラビリンス（白木院聖）
- マグナとふしぎの少女（カルマ）
- 喧嘩番長 乙女 〜完全無欠のマイハニー〜（未良子裕太）
- KING OF PRISM プリズムラッシュ!LIVE（神浜コウジ）
- アニドルカラーズ（司東真幸）
- 帝國カレイド-万華の輪舞曲-（丹葉桐己）
- SHOW BY ROCK!!（ヤイバ）
- 悠久のティアブレイド -Fragments of Memory-（クレイドル）
- アサシン クリード オリジンズ（プトレマイオス）
- OCCULTIC;NINE（森塚駿）
- モンスター オブ ザ ディープ：ファイナルファンタジーXV（プロンプト・アージェンタム）
- SIX SICKS（松本郁哉）
- オトメ勇者（ジャミ）
- Code:Realize 〜白銀の奇跡〜（ヴィクター・フランケンシュタイン）
- Shadowverse（ユアン）

2018年
- 真・三國無双8（朱然）
- ファイナルファンタジーXV ポケットエディション（プロンプト・アージェンタム）
- ネギマテ UQ HOLDER! 〜魔法先生ネギま!2〜（飴屋一空）
- こえかつ（黒田翔吾）
- グラフィティスマッシュ（スライン）
- フォルティッシモ（清家涼）
- ダンストリップス（壁井柚）
- スーパーロボット大戦X（シモン）
- おくることば（佐原）
- クロノマギア（ゼータ）
- 京刀のナユタ（越知保史）
- Tlicolity Eyes Vol.2（仙波ワタル）
- 英語とクイズのココロセカイ（クライブ）
- DREAM!ing（久磨凛太朗）
- テイルズ オブ ザ レイズ（シング）
- 神凪ノ杜 龍神奇譚（日向）
- シノアリス（アラジン）
- 英雄伝説 閃の軌跡IV -THE END OF SAGA-（ロイド・バニングス）
- 無双OROCHI 3（朱然）
- ゲシュタルト・オーディン（佐賀ライト）
- あやかし恋廻り（愛染鏡之助）
- 機動戦士ガンダム エクストリームバーサス2（2018年 - 2025年、アンジェロ・ザウパー） - 4作品
- RPGツクールMV Trinity（主人公 カロル）
- 夢間集（カビ）

2019年
- FAIRY TAIL DiceMagic（ナツ・ドラグニル）
- ネルケと伝説の錬金術士たち 〜新たな大地のアトリエ〜（クレイン・キースリンク）
- 喧嘩番長 乙女 2nd Rumble!!（未良子裕太）
- 禍つヴァールハイト（ゲロルト）
- ラングリッサー モバイル（マシュー、ヴェダム、カオス、神降者）
- 鬼灯の冷徹〜地獄のパズルも君次第〜（唐瓜）
- パレットパレード（ルノワール）
- VARIOUS DAYLIFE（ルベンス・クロフト）
- 時の歌-終焉なきソナタ-（セコル）
- BUSTAFELLOWS（カルメン）

2020年
- SHOW BY ROCK!! Fes A Live（ヤイバ）
- ワールドフリッパー（ホプル）
- あんさんぶるスターズ!! Basic / Music（2020年 - 2024年、明星スバル） - 2作品
- セイクリッドブレイド（シリル）
- FAIRY TAIL（ナツ・ドラグニル）
- 英雄伝説 創の軌跡（ロイド・バニングス）
- キャプテン翼 RISE OF NEW CHAMPIONS（ブライアン・クライフォート）
- A.I.M.$ -All you need Is Money-（神門）
- 原神（2020年 - 2022年、スカラマシュ / 放浪者）

2021年
- クッキーラン: キングダム（ライラック味クッキー）
- BLAZBLUE ALTERNATIVE DARKWAR（ジン＝キサラギ）
- 少女的王座（艾德里安・阿瑟瓦・哈伯瑞格）
- B-PROJECT 流星*ファンタジア（音済百太郎）
- 千銃士: Rhodoknight（スナイダー）
- 機動戦士ガンダム U.C. ENGAGE（2022年 - 2024年、ガルマ・ザビ、アンジェロ・ザウパー）

2022年
- 乙女ゲームの破滅フラグしかない悪役令嬢に転生してしまった… 〜波乱を呼ぶ海賊〜（キース・クラエス）
- 機動戦士ガンダム アーセナルベース（アンジェロ・ザウパー）
- 聖剣伝説 ECHOES of MANA（エルディ）
- even if TEMPEST 宵闇にかく語りき魔女（破滅の魔女）
- 鋼の錬金術師 MOBILE（ケイン・フュリー）
- SDガンダム バトルアライアンス（アンジェロ・ザウパー）
- スーパーロボット大戦DD（アンジェロ・ザウパー）
- 非匿名指令（拉斐尔）

2023年
- モンスターストライク（ガルマ・ザビ）
- Fate/Grand Order（2023年 - 2025年、高杉晋作 他）
- 9 R.I.P.（星絆）
- 雾境序列（雷隼）
- 時空の絵旅人（ホレス）
- 白夜極光（テンカン）

2024年
- 遊戯王 デュエルリンクス（デニス・マックフィールド）
- 欢迎来到梦乐园（流樱、默狄厄）
- FAIRY TAIL 2（ナツ・ドラグニル）
- ゼンレスゾーンゼロ（浅羽悠真）

### ドラマCD
- アイリス・ゼロ（水島透）
- AKIBA'S TRIP オリジナルドラマCD BACK-STORIES（阿部野優）
- 愛すべき探偵の裏事件簿 (沖田淳)
- あなたを密室で取り調べCD 第4弾 〜組織犯罪対策課 戸塚駿 編〜（戸塚駿[364]）
- AMNESIA シリーズ（シン）
  - AMNESIA ドラマCD 〜冥土の国のアムネシア〜
  - AMNESIA ドラマCD 〜AMNESIA OF THE DEAD〜
  - AMNESIA CROWD ドラマCD 〜執事とお嬢様〜[365]
  - TVアニメ AMNESIA ドラマCD 〜嵐の山荘にて〜[366]
  - TVアニメ AMNESIA ドラマCD 〜ひとつ隣のアムネシア〜[367]
  - イタミツ -天才歯科医 ヒロ-（新田ヒロ）[368]）
  - 戦え執事戦隊ジェントルマン by冥土の羊従業員一同 ※AMNESIA 限定版特典
  - 銀河刑事ウキョウ 第一話 これって夢オチ!? ※AMNESIA 予約特典
  - 初めての『執事さん』 ※AMNESIA アニメイト店舗特典
  - 誰が一番美味しいか? ※AMNESIA メッセサンオー/いまじんWEBショップ店舗特典
  - 第1回 特典ドラマCDプレゼント大会? ※AMNESIA LATER 限定版特典
  - みんなで乾杯! ※AMNESIA LATER 限定版特典
  - 銀河刑事ウキョウ 第二話・昨日の友は今日の敵 ※AMNESIA LATER 予約特典
  - 三人暮らし ※AMNESIA LATER アニメイト店舗特典
  - アムネシア 名言集 CD付き
  - アムネシア レイター 名言集 CD付き
- あんさんぶるスターズ!（明星スバル[369]）※単行本第1巻ドラマCD付き特装版
- 愛しのショコラティエ「ガルスタ限定チョコっと味見CD」（葵井三斗希）※「電撃Girl's Style」2013年9月号付録[202]
- イリスのアトリエ エターナルマナ オリジナルドラマ Vol.1・2（クレイン・キースリンク）
- VANQUISH BROTHERS（シンゲン[370]）
- 81プロデュースオリジナルドラマCD
  - all of me for you!（ウィリアム・パーカー）
  - まもりたい（コム・アサヒカ）
  - ルルル×81ドラマCD「侍ニーティ」(槇野智明）
- water cube（水希大祐、水球子）※「月刊コミック アース・スター8 月号」2011年7月12日発売の付録CD
- 歌姫（ガシィ）
- 英雄伝説 零の軌跡・碧の軌跡 シリーズ（ロイド・バニングス）
  - 零の軌跡 レン物語 〜陽光のぬくもりに抱かれて〜
  - 零の軌跡 第一章 〜神狼たちの午後〜
  - 零の軌跡 第二章 〜金の太陽、銀の月〜
  - 零の軌跡 第三章 〜クロスベル創立記念祭〜
  - 零の軌跡 第四章 〜忍び寄る叡智〜
  - 零の軌跡 終章 〜クロスベルの一番長い日〜
  - 零の軌跡 光と影の棲む街 ※PSP 零の軌跡- 限定版特典
  - 碧の軌跡 未来へ続く道 ※PSP 碧の軌跡- 限定版特典
  - 「みにどらまざんまい」※PS Vita 英雄傳說 零の軌跡 Evolution- 限定版特典
- O*G*A 鬼ごっこロワイアルドラマCD STEP2〜きらめきの季節〜（内川聖也）
- 穏やか貴族の休暇のすすめ。（イレヴン）
- オ・ト・ナ限定 お咎めCD Penalty III（クリストフ・ハルト）
- おとまりHONEY（柳川）
- 乙女ゲームの破滅フラグしかない悪役令嬢に転生してしまった…X（キース･クラエス）※Blu-ray各巻特典ドラマCD
- 乙女ゲームの破滅フラグしかない悪役令嬢に転生してしまった… 〜波乱を呼ぶ海賊〜（キース･クラエス）※限定版特典ドラマCD
- 陰陽生修行奇譚シリーズ 陰陽菖蒲神社 おみくじCD 第1巻 (藤原朋希）
- GARNET CRADLE シリーズ（西蓮寺理人）
  - 「Precious Holidays!!」
  - 「アズラ・サラヤーン争奪会議！」 ※ GARNET CRADLE〜鍵の姫巫女〜 限定版特典
  - 「クラブ・ミフターフ」 ※ GARNET CRADLE〜鍵の姫巫女〜 予約特典
  - 「入れ替わり事件（ナスル・リヒト編）」 ※ GARNET CRADLE〜鍵の姫巫女〜 イマジンWEBショップ店舗特典
  - 「果てなき望み」 ※ GARNET CRADLE〜鍵の姫巫女〜 ソフマップ店舗特典
- 会長はメイド様!（更科郁斗）※『LaLa』・『LaLaDX』2008年応募者全員サービス
- からっと!（ロッシュ）
- キス・キス（霧原拓夢）※ちゃお2004年12月号付録
- 貴族探偵エドワード（トーヤ・アカホシ）
- キミとWonder★Kiss! ドラマCD 〜ようこそ!愛と幻想のワンダーランドへ!〜（トミー〈富美河潤〉）
- 共鳴せよ!私立轟高校図書委員会（青山憲司）
- キヨショー 第3巻（住職）
- 空戦魔導士候補生の教官（ロイド・オールウィン[371]）
- 鉄のラインバレル（早瀬浩一）※チャンピオンRED 2008年3月号付録
  - 鉄のラインバレル ドラマCD Sound Plays 1・2
- 「血液型男子。」シリーズ（黒崎雅〈AB型〉）
  - 血液型男子。キャラクタードラマCD A型、B型、O型、AB型
  - 血液型男子。キャラクタードラマCD セカンドシーズン A型、B型、O型、AB型
- 月華繚乱ROMANCE ドラマCD 〜誰が小鳥を殺したか〜 黒橡の館（雪柳翔）
- 月刊 音楽家図鑑 〜白盤〜 （バッハ）
- 「恋するレッスン」 シリーズ（国城あゆむ）
  - 国城あゆむのハッピーレッスン
  - 日々野芳美のナチュラルレッスン
- 恋に落ちた海賊王（トワ）
- 恋人は同居人1・2（西園寺裕次）
- 紅炎のソレンティア シリーズ（レイ・ノガレ）
  - 紅炎のソレンティア 〜白銀のティアラ〜
  - 紅炎のソレンティア 〜追憶のカケラ〜
- 紅茶王子（内山美佳[372]）※第4巻ドラマCD付初回限定版
- 孔明のヨメ。（孔明[373]）
- コープスパーティー・ブラッドカバー 第1・2巻（森繁朔太郎）
- 5時から9時まで（アーサー・ラング[374]）※単行本第11・12巻限定版付属ドラマCD
- 小鳩町から散弾銃（須々木勇次郎）
- 子ひつじは迷わない 走るひつじが1ぴき 前編・後編（成田真一郎）
- 最遊記 RELOAD Death Match（司会者）
- サムライドライブ（高原伊吹）/ ※月刊ASUKA10月号付録スペシャルドラマCD
- ドラマCD 修学旅行ナイショの恋（市ノ瀬渚）
- 「Jewelic Nightmare （ジュエリック・ナイトメア）」（徒狩紅 / ルー [375]）※台詞の一部には"ダミーヘッドマイク"にて収録
  - Vol. 1 〜ダイヤモンド&ルビー〜
  - Vol. 3 〜アレキサンドライト&オールジュエル〜
- 12人の優しい殺し屋 シリーズ（武内直樹）
  - 12人の優しい殺し屋 INTRODUCTION
  - 12人の優しい殺し屋 Wish：Emerald
- ショショリカ（ドコサ）
- しらつゆの怪 ドラマCD 〜露の葉〜（志摩孝臣[376]）
- 私立クレアール学園 生徒会事件簿〜忘却の会長〜（吉永楓）
- 新撰組北翔伝 晨星落落 第四巻（市村鉄之助）
- S.S.D.S（村雨純平）
  - 愛の解体新書 revolution 4
  - 愛の生劇アワーTHE☆LIVE
- ストロボ・エッジ ドラマCD vol.1・2（是永大樹）
- 第一回 声優アワード 記念作品 こゑこひ 〜あなたの声に恋してる〜『一番近くの恋』
- 声優戦隊ボイストーム7（ボイスワン / 一文字遼）※ドラマCD付きコミックス[377]
- セイント・ビースト 恩讐の章 〜聖獣封印〜 第1巻（神官C）
- Z/X -Zillions of enemy X- NF DramaCD (6)「りげる★くらいしす」（都城出雲)
- セン恋。After Story vol.2『I LOVE YOU なんて言えない！（英語の先生編）』(アレックス)
- 絶対迷宮グリム 〜七つの鍵と楽園の乙女〜 シリーズ（赤ずきん）
  - 〜森に隠れた月の館〜
  - 〜危険な魔法の毒林檎!?〜
- 戦國ストレイズ（毛利新助）
- 戦国☆パラダイス -極- 第1・2巻 （伊達政宗）
- 高橋さんが聞いている。（北神宇宙[378]）
- ディア♥ヴォーカリスト（YUKI[379]）
- DEAR My SUN!!〜ムスコ★育成★狂騒曲〜 キャラクターソング&メッセージCD（紫藤雷斗〈真面目系〉）
- 断罪のマリア 〜ラ・カンパネラ〜（クラウス・エアハルト）
  - 「プリティーミッション」 ※PSP『断罪のマリア la Campanella -ラ・カンパネラ-限定版』アニメイトオリジナル特典
- ツキウタ。ドラマ! その3（葉月陽[380]）
- テイルズ オブ ハーツ シリーズ（シング・メテオライト）
  - テイルズ オブ ハーツ ドラマCD I「スピルーン四散」
  - テイルズ オブ ハーツ ドラマCD II「いばらの森へ」
  - テイルズ オブ ハーツ ドラマCD III「緋色の髪の魔王」
  - テイルズ オブ ハーツ ドラマCD IV「繋がる世界」
  - テイルズ オブ ハーツ ドラマCD V「ねむり姫の詩」
- ティンダーリアの種 シリーズ（ソルト・フェンネル）
  - ティンダーリアの種
  - ティンダーリアの種 外伝 〜それぞれの花祭り〜
- 天使祝詞（京也）
- 転生したら剣でした（ジャン[381]） - 5巻ドラマCD付き限定版
- 特殊郵便承ります（木楯）※カグヤ Vol.7付録ミニドラマCD
- DOG DAYS ドラマBOX vol.1 - 3（ガウル・ガレット・デ・ロワ）
- ドラゴノーツ「男祭!!」（タチバナ・カズキ）※応募者全員サービス非売品
- 鳥籠ノ囚ワレ姫〜白騎士ノ章〜（ヴィンセント・ウィリアム・ソルドリーヴァ[382]）
- 獏狩り 〜夢桜篇〜（鴉、烏丸）
- 長い廊下がある家 (日比野浩光)
- バス走る。 「忘れ名ヶ岡停留所」（彼）、「オトナの制服」（千夜）
- BAD MEDICINE -INFECTIOUS TEACHERS-（加修レム[383]）
- 花と悪魔（トーニ）※花とゆめ 2008年18・19号全員サービス
- BLAZBLUE シリーズ（ジン・キサラギ）
  - BLAZBLUE ドラマCD 「ぶるどら りべるわん」
  - BLAZBLUE ドラマCD 「ぶるどら りべるつぅ」
  - BLAZBLUE ドラマCD 「THE WHEEL OF FORTUNE 〜運命の輪〜」
- BRAVE10ドラマCD「上田温泉顛末記ー影の章ー」（猿飛佐助）※アニメディア / 声優アニメディア / オトメディア / 口コミ&投稿マガジン4誌合同企画全員サービス
- ファンタズム（明人）
- FAIRY TAILシリーズ（ナツ・ドラグニル）
  - ドラマCD 番外編「ゴーストシップでGO！」※アニメ第3巻DVD 初回限定版特典 2010年3月17日
  - FAIRY TAILドラマCD VOL.1 名探偵ルーシィ〜鏡屋敷の連続妖精失踪事件〜
- ふたりじめ 戦国夫婦物語（ガラシャ[384]）
- ぷちはうんど（カズマ）※『月刊コミックブレイド』2006年9月号応募者全員サービス
- プラチナコール〜ホスト科男子に恋をする〜 第3弾（樹斗真）※『Cheese!』2022年3月号付録
- PRISM ARK DRAMA CD 「シスター・ヘル プリズム変化」（ハヤウェイ）
- プリンセスVer.1 ドキドキおふろ大作戦!?（千早）※『ちゃお』2003年9月号付録
- プリンセス・プリンセス シリーズ（豊実琴）
  - プリンセス・プリンセス 第1 - 4巻
  - プリンセス・プリンセス オリジナルドラマCD ※『アニメディア』2006年6月号・『声優アニメディア』Vol.11共通応募者全員サービス
- ぺらぶ! a cappella love!?（光永千紘）
  - ぺらぶ! A cappella love!? #1
  - ぺらぶ! A cappella love!? ♭1 〜夏服サイドストーリーズ〜
  - ぺらぶ! a cappella love!? 〜ぺらぶっく〜 CD付き
- 放課後は白銀の調べ 外伝 〜放課後奇聞録（和泉悠斗）
- 放課後はミステリーとともに（水原真奈美）
- 惑星のさみだれ（雨宮夕日）※惑星のさみだれ 第07巻×アワーズ2009年05・06・07月号 応募者全員実費頒布サービス
- 魔界王子 devils and realist  シリーズ（カミオ[385]）
  - スペシャルドラマCD「realist and companion」
  - ドラマCD「胸キュン ラヴリックスクール〜文化祭編〜」※コミックス10巻限定版
- まほう×少年×Days!!!!! 第1巻（タクト[386]）
- 魔法先生ネギま! さらば愛しき紅き翼（タカミチ少年）
- 身代わり伯爵シリーズ（ヴィルフリート）
  - 身代わり伯爵の結婚
  - 身代わり伯爵と秘密のデート ※『The Beans』VOL.13全員サービス
- みなみけ シリーズ（藤岡）
  - みなみけ
  - みなみけ おかえり
- みやびうた 〜雅恋歌〜 彼岸花の恋（藤原定頼[387]）
- 覚醒のHERMIT 〜覚醒の章〜 前篇・後篇（風魔小太郎）
- 元カレが腐男子になっておりまして。（シルヴィオ[388]）
- モノクロ少年少女（黒蘭）※花とゆめ2010年4号付録
- やじきた学園道中記 小鉄と狭霧篇（剣望狭霧[389]）
- ヤンデレ天国（ヘブン）〜華麗なる三条家編〜（山科誠）
- 夢物語シリーズ シンデレラ（シャルル[390]）
- 夜伽話〜白雪の章〜（黒鷹[391])
- ヨルカフェ。 ときどきギャルソンのススメ（南条望）
- 弱虫ペダル ドラマCD Off the ROAD（東堂尽八[392]）
- ラノベ王子☆聖也（塞上カズマ）
- Love on Ride〜通勤彼氏 Vol.2 （九条虎太郎）
- LOVE SO LIFE シリーズ（宮川健）
  - LOVE SO LIFE
  - LOVE SO LIFE 「ときめき☆きらめき文化祭」※『花とゆめ』2013年21号付録[393]
- ラブ★ゆう（神田俊）
- ラブルートゼロ シリーズ（黒江和哉）
  - ラブルートゼロ 失恋と嘘、迷子な僕ら。
  - ラブルートゼロ Do you love me? ラブ√1/2
  - ラブルートゼロ サヨナラと言えない僕らは…
  - ラブルートゼロ Do you wanna kiss me? ラブ√1/3
- REMASTERED TRACKS ROCKMAN ZERO Telos（側近）
- ROOT∞REXX Vol.1（蓮水秋[394]）
- 恋愛番長2 MidnightLesson!!! ドラマCD Sweet Sweet Birthday!!!（小悪魔番長）
- ロンリー・マイセルフ・サーガ ドラマCD 天地開闢 （八坂信輝）
- ワンド オブ フォーチュン シリーズ（ラギ・エル・ナギル）
  - ワンド オブ フォーチュン ドラマCD 〜呪われた予告状〜
  - ワンド オブ フォーチュン ドラマCD 〜ちいさなまほうのものがたり〜
  - ワンド オブ フォーチュン ドラマCD 〜ルルのいない朝〜
  - ワンド オブ フォーチュン2 〜時空に沈む黙示録〜 ドラマCD「巡り会えた奇跡」
  - ワンド オブ フォーチュン2 〜時空に沈む黙示録〜 ドラマCD「歓迎!ミルス・クレア病院」（骨折患者ラギ）
  - ワンド オブ フォーチュン2 FD 〜君に捧げるエピローグ〜 ドラマCD「7つの時空でパパといっしょ!」[395]
  - ワンド オブ フォーチュン2 FD 〜君に捧げるエピローグ〜 ドラマCD 「ふたりの愛を語る夜／ビラール、ラギ編」※アリスNET、ステラワース 店舗特典

### BLCD
- あかないとびら（升岡）
- 彩おとこ（石川藍）
  - 彩おとこ〜兄弟篇〜（石川藍）
- お金がないっ(2) （石井鉄夫）
- オマケの王子様（高塚理央）
- 少年花嫁 シリーズ（片倉優樹）
  - 星と桜の祭り〜少年花嫁2〜
  - 剣と水の舞い〜少年花嫁4〜
- ウチの探偵知りませんか?（時雨）
- 秋のリンクスロマンスフェア2007 (都) ※「春待蝶恋歌」収録作品: 恋路小路
- Angel's Feather from OVA（三ッ木響平）
- おまえは、愛を食う獣。（一ノ瀬彗）
- 恋の心に黒い羽（六条）
- 恋の花2（小山内生巳）
- 執事★ゲーム（羅宇）
- 新説・源氏物語 -藤壺の章-（藤壺）
- 専属で愛して（佑夜）
- そのくちびるで惑わせて 虜にさせるキスをしよう2（兼田）
- ちんつぶ2（生徒）
- デキる男の育て方 1 - 2（佐々倉和葉）
- ハート・ストリングス（奥沢歩）
- 蜜的男子（ハニーボーイズ）スパイラル（中西央）
- 酷くしないで（眠傘）
- ひと目会ったら恋に花（田口）
- ファインダーシリーズ（高羽秋仁）
  - ファインダーの標的〜高羽秋仁の麻見隆一調査報告書〜 ※『BE×BOY GOLD』2009年8月号付録
  - 勤労カメラマン高羽秋仁の優雅なる夏休み ※『BE×BOY GOLD』2011年6月号付録
  - ファインダーの隻翼
- ヘタクソラブステップ（吉野蒼生）
- 放課後は独占欲（八重樫晃司）
- ホーム・スウィート・ホーム (中川)
- ほんと野獣 1 - 3（後藤田輝）
- 身代わり王子の純愛（ヒカル）
- My Precious〜マイ・プレシャス〜(窪田正樹)
- やさしく殺して、僕の心を。（一ノ瀬彗）
- 私と猫と花の庭（石田司）

### ラジオドラマ
- 「ウィンドブレイカー壊」（轟電磁郎[396]）
- O*G*A 鬼ごっこロワイアル（内川聖也）
- ソラジオ ソラトロボ外伝 誓いのハコブエ （レッド・サハラン）

### オーディオドラマ
- 後にも先にもキミだけ（2012年、速人）※「Cheese!」2013年2月号×8大コミック連動企画 ラブボイスフェア[397]）
- 窓際族だけど気づいたら異世界で勇者になっていた。（2017年、赤星雄里馬[398]）
- 始まりの魔法使い 第0話 朗読配信（2018年、先生[399]）
- ありふれた職業で世界最強 ボイスドラマ（2022年 - 2024年、天之河光輝） - 2シリーズ[一覧 43]
- すいっち!異世界ダーリン 〜バブみ旦那とモラハラ同期が同じ顔とか勘弁してください〜（2024年、在間留依、ルディアン・ド・シャロン[400]）

### デジタルコミック
- 真・週刊コミックTV＋ コミドラ[401][402]
  - 「私立!美人坂女子高校」（鳴島千尋）
  - 「超人ロック」（ロック）
  - 「よしわら花おぼろ」（蓮之助）
  - 「サムライドライブ」（高原伊吹）
- VOMIC ロッキン★ヘブン（2008年、城戸智史）
- マンガ★ライブ2009 AUTUMN DVD -男女-だんじょ（2009年、光）
- 声優戦隊ボイストーム7（2013年、ボイスワン / 一文字遼[403]）
- Manga 2.5 となりの柏木さん（2013年、桜庭雄斗）
- エスビー食品 おかず学園（2013年、キムラ君[404]）
- 勝利の女神だって野球したい!（2014年 - 2015年、手越祐一[405]）
- やらしい裏アカくんはさみしがり（2022年、歩[406]）

### 吹き替え

#### 映画
- アドミッション -親たちの入学試験-（ジェレマイア〈ナット・ウルフ〉）
- 蜘蛛の巣を払う女（ミカエル・ブルムクヴィスト〈スヴェリル・グドナソン〉）
- 幸せのセラピー（キッド）
- ジャキー・チェン カンフー・キッド（中国語版）（尋找成龍）（チャン・イーシャン）
- 西部戦線1953（ヨングァン〈ヨ・ジング〉）
- TMNT（レオナルド）
- トランス・ワールド（ハンス）
- バルティック・ストーム
- フランドル（ブリッシュ）
- ミケランジェロ・プロジェクト（サム・エプスタイン〈ディミトリー・レオニダス〉）
- ムーラン 美しき英雄（タクバツ・ゴウ〈フー・ロンフェイ〉）

#### ドラマ
- ザ・パシフィック（チャールズ・テイタム1等兵）
- ジーン・シモンズのロック・スクール（ダドリー）WOWOW 版
- セイディmyダイアリー（グリーン）CS版
- そして誰もいなくなった（アンソニー・マーストン〈ダグラス・ブース〉）
- チャン・オクチョン（イ・ハン[407]）
- セルフリッジ 英国百貨店（ロデリック・テンプル）
- 曹操（曹昂〈青年期〉）
- 爆音家族（トリップ・キャンベル〈ローガン・ミラー〉）
- ラブアイランドUSA 水着で恋するラスベガス編（ジェームズ・マックール[408]）

#### アニメ
- ミュータント タートルズ（2007年、レオナルド）
- 魁拔（卡拉肖克·潘）
- サミーとシェリー 七つの海の大冒険（2014年、レイ[409]）
- サンダーバード ARE GO（2015年、ゴードン・トレーシー）
- みつばちマーヤの大冒険（2016年、スティング[410]）
- SING/シング（2017年、カイ〈カエル〉）
- 凹凸世界（2019年、ジン[411]）
- プレイモービル マーラとチャーリーの大冒険（2021年、デル[412]）
- モンチッチ（2021年、カウリ[413]）
- ミューン 月の守護者の伝説（フランス語版）（2022年、グリムの父）

### ラジオ
※はインターネット配信。
2000年代
- air marine内「走れ!marine wave」（2002年、文化放送、アシスタント）
- テイルズリング内「The It Theater」
- 純子と涼のアシタヘストライク!（コーナーナレーション）
- おやじん☆トリッツのおもスタ(ノ∀`)! 内「柿原徹也 Was Geht ab?!」
- TOKYO→NIIGATA MUSIC CONVOY 火曜日（2006年6月担当、FM PORT）
- プリンセス・プリンセス RADIO 藤森学園A to Z（2006年、アニメイトTV※）
- まるごとステーションpresents ハイブリッドJAM（2006年、文化放送）
- お金がないっ Presents お金がほしいっ!!!（2006年 - 2007年、ラジオ関西）
- 覚醒のHERMIT（2006年 - 2008年、WEBラジオ※）[414]
- 音泉突破グレンラガンラジオ（2007年、音泉※）
- 柿原徹也の超ラジ!（2007年、BSデジタルラジオ UNIQue the RADIO・超!A&G+※）
- PASH!でDASH! 月曜まで60分（2007年 - 2009年、ラジオ関西）
- ラジオ・ラブルートゼロ from ラビリンス（2007年 - 2009年、超!A&G+※・BBQR※）
- ラヂオ天元突破グレンラガン（2008年 - 2010年、文化放送・ラジオ大阪）
- 東京アニメセンターRADIO（2008年 - 2009年、文化放送）
- 鉄のラジオバレル〜カウントダウン放送〜（2008年、アニメイトTV※）
- 鉄のラジオバレル（2008年 - 2009年、アニメイトTV※）
- RADIO小宇宙通信（2009年、WEBラジオ※）
- 血液型男子。BQラジオ（2009年、アニメイトTV※）

2010年代
- 魔導士ギルド放送局 やりすぎソーサラー!（2011年 - 2013年、HiBiKi Radio Station※）
- ぺらぶらじお（2011年、アニメイトTV※）※5人のパーソナリティからランダムに出演
- 柿原徹也・森川智之の BRAVE10 on the radio（2011年 - 2012年、超!A&G+※・HiBiKi Radio Station※）
- 有楽町モバイルラジオ研究所（2012年、ニッポン放送）
- ラジオ世界ふしぎ八犬伝！（2013年、アニメ公式HP※、アニメイトTV※）※1月、7月 - 10月メインパーソナリティを担当[415]
- エピカリアスペシャル☆〜愛しのショコラティエ〜（2013年、超!A&G+※）[416]
- 柿原徹也のKKHRラジオ（2013年 - 2015年、学研アニメ声優WEB※）
- 柿原徹也と入江玲於奈のメガトレステーション!!!（2014年 - 、メガトレステーション公式HP※・ニコニコチャンネル※・YouTube※）
- 生メールpresents柿原と流田のラジオ+ ( )（2014年 - 、超!A&G+※）
- 華劇ラヂヲ（2014年 - 2015年、funラジオ※）
- 津田健次郎と柿原徹也の魅惑のノーパンラジオ（2014年 - 2017年、ニコニコ生放送※）
- ユニゾン! 火曜日（2015年 - 2018年、文化放送・東海ラジオ）
- ラジオ・ディバインゲート（2015年 - 2016年、音泉※）[417]
- 柿原徹也・畠中祐 ボクらが君を幸せにするラジオ（2018年 - 2022年、文化放送）[418]
- RADIO MIRACLE6（2018年、アニメイトタイムズ※）[419]
- アオペラジオ（2021年 - 、YouTube※）
- 柿原徹也 Radigenic Night（2024年 - 2025年、超!A&G+※）

### ラジオ・トーク・朗読CD
- 愛のポエム付き言葉攻めCD 番外編 LOVERS III 〜愛と友情の間で苦悩するのも悪くない〜
- DJCD 青エクラジオ みんなで魔神を倒し魔SHOW! II（アマイモン）
- WEB限定お咎めラジオ「とがラジ」 ※お咎めCD連動購入アニメイトオリジナル特典
- ラジオCD 音泉突破グレンラガンラジオ 突破1（シモン）
- DJCD『空の境界』the Garden of wanderers 第1巻
- DJCD 鉄のラジオバレル (早瀬浩一)
  - 「鉄のラジオバレル 出張版 Factor.0」
  - 「鉄のラジオバレル Factor.1」
  - 「鉄のラジオバレル Factor.2」
- DJCD『血液型男子。』BQラジオ 第1巻 (黒崎雅〈AB型〉）
- 心あたたまる物語 Vol.5 〜恋愛編〜 「初恋は駆け抜けて」
- 12人の優しい殺し屋 side R part 1 （武内直樹）
- 戦国武将物語 (豊臣秀吉)
  - 戦国武将物語〜大名編その弐〜（第三話「豊臣秀吉物語」）
  - 戦国武将物語外伝〜14の大名物語〜（豊臣秀吉物語外伝「信長様のために」）
  - 戦国武将物語外伝〜28武将語りディスク〜「豊臣秀吉物語」
- DJCD ツダケンロードショーはてるまでラジオ Kyu編
- DEARS 十二星座物語 Apollon Side（やぎ座）
- でぃあーず せかいのものがたり
  - でぃあーず せかいのものがたり〜青の本〜（第九話『幸福の王子』）
  - でぃあーず せかいのものがたり〜夢の本〜（第十七話『小さな空』）
- PASH!でDASH! 月曜まで60分
  - ナタ☆とま〜PASH!でDASH!月曜まで60分〜
  - ナタ☆とま2〜PASH!でDASH!月曜まで60分〜
- はてラジDJCD めざせ花園!全国編
- DJCD 新録ラジオ集 八犬伝-東方八犬異聞- Vol.1（犬塚信乃）
- 続・ふしぎ工房症候群 EPISODE.7
- プリンセス・プリンセス DJCD Vol.1・2（豊実琴）
- ぺらぶ! A cappella love!? ぺらぶらじお DJCD (光永千紘)
- 身代わり伯爵ラジオCD「男子限定身代わりトーク」※コミック&文庫連動全員サービス
- モモっとトーク
  - モモっとトーク・スペシャルCD3 (御題「保育士さん」)
  - モモっとトーク・ソワソワCD
  - 高橋広樹のモモっとトーークCD 柿原徹也盤
  - 遊佐浩二の初代モモっとトークCD 柿原徹也&檜山修之盤
- DJCD「ラブ√ゼロfromラビリンス」（黒江和哉）※ゲーム特典

### 特撮
- 仮面ライダー×仮面ライダー×仮面ライダー THE MOVIE 超・電王トリロジー EPISODE RED ゼロのスタートウィンクル（2010年、ピギーズイマジン・弟の声）
- 魔進戦隊キラメイジャー（2020年、スピーカー邪面の声[420]）

### CM・PV
- 全国総合アニメ文化知識検定試験（ナレーション）
- 東京国際アニメフェア2008（ナレーション）
- スーパーロボット大戦L（ナレーション）
- ドラマCD アイリス・ゼロ（水島透)（ナレーション）
- PS Vitaゲーム 英雄伝説 零の軌跡 Evolution（ロイド・バニングス)（ナレーション）
- FAIRY TAIL ゼレフ覚醒（ナツ)（ナレーション）
- FAIRY TAIL OVA 5 第36巻DVD付き特装版 公式スペシャルPV （ナツ)（ナレーション）
- スマホゲーム ときめきレストラン☆☆☆ X セブンスポット PRキャラクターキャンペーンCM （辻 魁斗)[421]
- 月刊COMICリュウ『頂き！成り上がり飯』 テレビCM（ケニー）[422]
- ゲオ『スーパーセール』テレビCM（ナレーション）
- 第74回高松宮記念杯競輪テレビCM（ナレーション）[423]

### ナレーション
- あにてれ Presents アニソ〜ンぷらす+（2010年8月度、テレビ東京）
- KiramuneカンパニーR/L（2016年3月15日、2017年1月13日・28日、5月12日・27日、フジテレビNEXT・フジテレビTWO）
- 10min.ボックス 地理（2017年10月 - 、NHK Eテレ）
- Live News イット!（2020年9月28日 - 、フジテレビ） - 第2部直前の「ここからの見どころ」コーナー[注 1]
- 世界大自然紀行：南アフリカ（ナショナル ジオグラフィック TV）
- 火星探査機：パーサヴィアランス（ナショナル ジオグラフィック TV）
- 城マスターと行く 魅惑のヨーロッパ古城めぐり（2023年3月12日、NHK BSプレミアム・NHK BS4K）[424]

### テレビ番組
※はインターネット配信。
- 月刊コミックTV ドラマシアター（2010年5月2日 - 2011年4月3日、BS11）メインMC
- 戦国☆パラダイス -極-ぷらす（2011年10月3日 - 12月26日、テレビ東京）
- KiramuneカンパニーR/L（2016年7月15日 / 30日・2017年5月12日 / 27日・2018年7月13日 / 28日、フジテレビNEXT / フジテレビTWO）
- 柿原徹也のひざくりげ 〜ひびけ!戦国名言編〜（2018年3月25日 - 5月27日、アニマックス）

### 映像商品
- 青の祓魔師 BLUE NIGHT FES（アマイモン）
- S.S.D.S. 2012 とことん診察会4（村雨純平）
- オトメイト パーティー♪2009・2010・2012・2013
- 柿原徹也と小野友樹が、とっても楽しんじゃいました！
- 柿原徹也＆蛇足初競演DVD「ワルノリっ」[425]
- 柿原徹也・森川智之の BRAVE10 on the radio DVD+モバコン Vol. 1 - 5（猿飛佐助）
- Kiramune Music Festival 2010・2012 Live DVD
- Kiramune Music Festival 2013 - 2017 Live DVD & Blu-ray
- 人狼バトル〜人狼VS探偵〜[426]
- 地球戦士ゼロスMOVIE EDITION（浪ハヤト、地球戦士ゼロス）
- DEAR My MOM!!〜ホップ★ステップ★ライブ!〜（紫藤雷斗）
- テイルズ オブ フェスティバル 2008 + ビバ☆テイルズ オブ（シング・メテオライト）
- 天元突破グレンラガン 劇場版前夜祭（シモン）
- ときめきレシピ スペインの巻 〜柿原徹也&江口拓也〜
- ぬらりひょんの孫〜百鬼夜行の（島二郎）
- 「八犬伝―東方八犬異聞―」おいでませ古那屋（犬塚信乃）
- 星空のコミックガーデン おいでよ!コミット2009春（カスティス恭一）
- はてラジめざせ花園!全国編
- みなみけ!5の2!歌祭りだょ!放課後大爆発!!（藤岡）
- ラブルートゼロ コイゴコロ咲く花（黒江和哉）

### 実写映画
- 監督・ばんざい!（2007年）声の出演
- 劇場版ワルノリっ（2013年）

### 舞台
- 朗読劇 shockhearts!!-5th shock! VOLTS!!-（2011年1月）
- Kiramune Presents リーディングライブ（2013年 - 2019年）
  - 悪魔のリドル〜escape 6〜（一之瀬晴）
  - 5コントローラーズ+1（Hiro）
  - OTOGI狂詩曲（浦島太郎）
  - パンプキンファームの宇宙人（パリティービット）
  - Be-Leave（泣き虫）[427]
  - カラーズ（緑川ユウイチ）[428]
  - 密室の中の亡霊 幻視探偵（笹木三郎）[429]
- ひと夏のアクエリオン（ガレの声[430]）（2015年7月25日）

### パチンコ・パチスロ
- パチスロ 兎-野性の闘牌-（武田俊）
- パチスロ ドラゴノーツ -ザ・レゾナンス-（タチバナ・カズキ）
- パチスロ 鉄のラインバレル（早瀬浩一）
- パチスロ 烈火の炎 Flame of Recca（2018年、花菱烈火[431]）
- P SHOW BY ROCK!!（2019年、ヤイバ）

### 携帯コンテンツ
- まぜてよ★生ボイス（2009年、カイ、ケイン、キョウヘイ、ユウマ、そうた、トモ） - 携帯電話向け着信ボイスサイト
- 煩悩寺（2010年、島本ヒロキ） - ボイス付き携帯コミック
- 柿原徹也のオールナイトニッポンモバイル：第1、2回（2012年） - 携帯向けWebラジオ
- 声優&キャラ★コンシェル (2012年、カッキー＠柿原徹也/カッキー王子＠柿原徹也） - 携帯向けアプリ[432][433]
- 声優+plus（2012年） - スマートフォン向け電話風アプリ[434]

### その他コンテンツ
- アミューズメントメディア総合学院 広告（声優タレント科卒業生）
- 「サ・ビ・タ☆スペシャル アニメde 騎士（ナイト）」(2010年4月3日のミュージカル:スペシャルカーテンコール)
- バナフェス!タウン華劇（2011年 - 2012年、滑川龍）
- 『新交通ゆりかもめ』＆『劇場版FAIRY TAIL -鳳凰の巫女-』 コラボレーション（2012年8月11日-20日、車内アナウンス担当（ナツ））[435]
- カッキー電話124（2013年3月3日 - 3月31日、期間限定テレドームサービス[436]）
- 堀江由衣をめぐる冒険IV〜パイレーツ・オブ・ユイ 3013〜（2013年3月17日、リーチ、ビンゴ）
- ボイスアプリ『シチュカレ 密着添い寝・真人』（2017年、真人[437]）
- アオペラ -aoppella!?-（2021年、四方ルカ）
- ボイレピ♪ 朝ごはん 書籍化記念#3 柿原徹也さんの声で作る「りんごと胡桃のタルティーヌ」（2024年）[438]

## ディスコグラフィ

### シングル
|        | 発売日        | タイトル         | 規格品番   | 規格品番   | オリコン 最高位 |
| 豪華盤 | 発売日        | タイトル         | 通常盤     |            | オリコン 最高位 |
| ------ | ------------- | ---------------- | ---------- | ---------- | --------------- |
| 1st    | 2013年2月6日  | String of pain   | LACM-14052 | LACM-14052 | 57位            |
| 2nd    | 2013年9月18日 | GENERATIONS      | LACM-34128 | LACM-14128 | 22位            |
| 3rd    | 2015年4月15日 | 咲いちゃいな     | LACM-34317 | LACM-14317 | 13位            |
| 4th    | 2016年6月15日 | 進ませろ！       | LACM-34491 | LACM-14491 | 12位            |
| 5th    | 2017年5月10日 | トコナツウェーブ | LACM-34605 | LACM-14605 | 4位             |
| 6th    | 2018年2月14日 | DIAMOND BEAT     | LACM-34716 | LACM-14716 | 18位            |
| 7th    | 2024年5月29日 | Give It To Me    | LACM-24588 | LACM-34588 | 16位            |

### アルバム

#### ミニアルバム
|        | 発売日         | タイトル          | 規格品番   | 規格品番   | オリコン 最高位 |
| 豪華盤 | 発売日         | タイトル          | 通常盤     |            | オリコン 最高位 |
| ------ | -------------- | ----------------- | ---------- | ---------- | --------------- |
| 1st    | 2010年11月24日 | still on Journey  | LACA-35077 | LACA-15077 | 88位            |
| 2nd    | 2012年2月15日  | CONTINUOUS        | LACA-35182 | LACA-15182 | 47位            |
| 3rd    | 2013年3月13日  | Call Me           | LACA-35277 | LACA-15277 | 42位            |
| 4th    | 2014年7月30日  | ダンディギ・ダン  | LACA-35426 | LACA-15426 | 12位            |
| 5th    | 2016年12月21日 | Circle of LIFE    | LACA-35616 | LACA-15616 | 15位            |
| 6th    | 2019年4月17日  | United Star       | LACA-35786 | LACA-15786 | 8位             |
| 7th    | 2019年9月25日  | GET OVER HERE     | LACA-35789 | LACA-15789 | 20位            |
| 8th    | 2021年12月24日 | DON'T LET MI KNOW | LACA-35921 | LACA-15921 | 38位            |
| 9th    | 2023年7月19日  | 笑っていて…       | LACA-35056 | LACA-25056 | 30位            |

#### フルアルバム
|        | 発売日         | タイトル      | 規格品番   | 規格品番   | オリコン 最高位 |
| 豪華盤 | 発売日         | タイトル      | 通常盤     |            | オリコン 最高位 |
| ------ | -------------- | ------------- | ---------- | ---------- | --------------- |
| 1st    | 2015年10月28日 | orange        | LACA-35515 | LACA-15515 | 6位             |
| 2nd    | 2018年5月23日  | I for U       | LACA-35722 | LACA-15722 | 15位            |
| 3rd    | 2020年11月25日 | Live in ToKyo | LACA-35847 | LACA-15847 | 26位            |

### タイアップ曲
| 楽曲           | タイアップ                                             | 時期   |
| -------------- | ------------------------------------------------------ | ------ |
| String of pain | テレビアニメ『八犬伝―東方八犬異聞―』エンディングテーマ | 2013年 |

### 映像作品
|     | 発売日         | タイトル                                                         | 規格品番     | 備考                        |
| --- | -------------- | ---------------------------------------------------------------- | ------------ | --------------------------- |
| 1st | 2016年12月21日 | Tetsuya Kakihara 5th Anniversary Live “my live my time” LIVE DVD | LABM-7210/1  | アニメイト、BVC、L-MART限定 |
| 2nd | 2018年2月14日  | TETSUYA KAKIHARA LIVE TOUR 2017 “DRUNKER” DVD                    | LABM-7239/40 | アニメイト、BVC、L-MART限定 |
| MV  | 2020年11月25日 | Music Visio                                                      | LABX-8448    |                             |

### キャラクターソング
| 発売日   | 商品名                                                                                             | 歌 | 楽曲 | 備考                                                                    |
| 2005年   | 2005年                                                                                             | 2005年 | 2005年 | 2005年                                                                  |
| -------- | -------------------------------------------------------------------------------------------------- | --- | --- | ----------------------------------------------------------------------- |
| 12月21日 | ロック・スター                                                                                     | 三ツ木響平（羽多野渉）、中条優斗（柿原徹也） | 「ROCK STAR」 | OVA『Angel's Feather』オープニングテーマ                                |
| 2006年   | | | |                                                                         |
| 7月7日   | プリンセス・プリンセス キャラクターソング Sweet Suite vol.2                                        | 豊実琴（柿原徹也） | 「キューティーハニー」 | テレビアニメ『プリンセス・プリンセス』関連曲                            |
| 2007年   | | | |                                                                         |
| 7月25日  | 天元突破グレンラガン キャラクターソング                                                            | シモン（柿原徹也）、カミナ（小西克幸） | 「BREAK THROUGH THE DREAM」 | TVアニメ『天元突破グレンラガン』関連曲                                  |
| 2008年   | | | |                                                                         |
| 1月9日   | DEAR My SUN!! ムスコ★育成★狂騒曲 キャラクターソング&メッセージCD 雷斗Ver.                          | 紫藤雷斗（柿原徹也） | 「ピーカンPURENESS!!」 | ゲーム『DEAR My SUN!!』関連曲                                           |
| 4月23日  | みなみけ みなみけ びより                                                                           | 藤岡（柿原徹也） | 「桜色ラブレター」 | テレビアニメ『みなみけ〜おかわり〜』関連曲                              |
| 4月29日  | ラブルートゼロ キャラクターCD 黒江和哉                                                             | 黒江和哉（柿原徹也） | 「約束するよ」 | ゲーム『ラブルートゼロ』オープニングテーマ                              |
| 5月23日  | 放課後は白銀の調べ 〜琥珀の調べ〜 和泉悠斗                                                         | 和泉悠斗（柿原徹也） | 「SILVER GRAY」 | ゲーム『放課後は白銀の調べ』関連曲                                      |
| 8月5日   | DRAGONAUT -THE RESONANCE- DRAMA & CHARACTERS SONGS vol.4                                           | カズキ（柿原徹也）、ウィドー（千葉紗子） | 「Fragments」 | テレビアニメ『DRAGONAUT -THE RESONANCE-』関連曲                         |
| 10月     | 星空のコミックガーデンキャラクターソングCD Vol.1 POP Caramel                                       | 服部響（関俊彦）、カスティス恭一（柿原徹也） | 「Starring in the dream」 「PUZZLE」 | ゲーム『星空のコミックガーデン』関連曲                                  |
| 2009年   | | | |                                                                         |
| 4月10日  | Day by Day / キラキラ〜Looking for my best Friends〜                                               | カスティス恭一（柿原徹也） | 「キラキラ〜Looking for my best Friends〜」 | ゲーム『星空のコミックガーデン』エンディング主題歌                      |
| 5月27日  | dead or alive                                                                                      | リリアデント・クラウザー（柿原徹也） | 「dead or alive」 | OVA『テニスの王子様』関連曲                                             |
| 9月18日  | 断罪のマリアキャラソンアルバム gran jubilee vol.3                                                  | クラウス・エアハルト（柿原徹也） | 「捧げられた生贄（サクリファイス）」 | ゲーム『断罪のマリア』関連曲                                            |
| 2010年   | | | |                                                                         |
| 2月5日   | GARNET CRADLE sugary sparkle "snow sparkle"                                                        | 西蓮寺理人（柿原徹也） | 「Silent Night 〜kissing version〜」 | ゲーム『GARNET CRADLE sugary sparkle』関連曲                            |
| 2月17日  | FAIRY TAIL キャラクターソングコレクション VOL.1 ナツ&グレイ                                        | ナツ（柿原徹也） | 「Blaze Up」 | テレビアニメ『FAIRY TAIL』関連曲                                        |
| 3月30日  | ラブルートゼロ ベストアルバム「君に捧げるコイゴコロ」                                              | 黒江和哉（柿原徹也） | 「パーフェクトワールド」 | ゲーム『ラブルートゼロ』オープニングテーマ                              |
| 7月16日  | 絶対迷宮グリム 〜七つの鍵と楽園の乙女〜 キャラクターコンセプトCD Vol.1「野イチゴを摘むあかずきん」 | あかずきん（柿原徹也） | 「野イチゴを摘むあかずきん」 | ゲーム『絶対迷宮グリム 〜七つの鍵と楽園の乙女〜』関連曲                 |
| 7月21日  | ワンド オブ フォーチュン キャラクターソングミニアルバム                                            | エスト・リナウド（入野自由）、ノエル・ヴァルモール（鈴木千尋）、ラギ・エル・ナギル（柿原徹也） | 「Blazing Guy」 「ウラハラ協奏曲（ラプソディ）」 | ゲーム『ワンド オブ フォーチュン』関連曲                                |
| 2011年   | | | |                                                                         |
| 1月19日  | ぬらりひょんの孫 キャラクターCDシリーズ 奴良リクオ/清継&島                                         | 清継（谷山紀章）、島二郎（柿原徹也） | 「I can't stop my true Love」 | テレビアニメ『ぬらりひょんの孫』関連曲                                  |
| 4月27日  | FAIRY TAIL キャラクターソングアルバム Eternal Fellows                                              | ナツ（柿原徹也） | 「Eternal Fellows」 | OVA『FAIRY TAIL』オープニングテーマ                                     |
| 8月10日  | 聖闘士星矢 THE LOST CANVAS 冥王神話 キャラクターソングアルバム                                     | テンマ（柿原徹也） | 「Legend of Us」 | OVA『聖闘士星矢 THE LOST CANVAS 冥王神話』関連曲                        |
| 9月22日  | ぺらぶ！ A cappella love!? ドラマCD ♭1                                                             | 井之上義哉（木村良平）、片桐隼人（細谷佳正）、有坂圭一郎（前野智昭）、光永千紘（柿原徹也）、時枝あゆむ（KENN） | 「リルハピデイズ」 | ドラマCD『ぺらぶ！ A cappella love!?』関連曲                            |
| 12月9日  | 「戦国☆パラダイス-極-」主題歌CD                                                                    | 伊達政宗（柿原徹也） | 「リターン乱世独眼竜(original version)」 「リターン乱世独眼竜(special version)」 | テレビアニメ『戦国☆パラダイス -極-』オープニングテーマ                  |
| 2012年   | | | |                                                                         |
| 2月22日  | 精霊飛来                                                                                           | 霧隠才蔵（小野大輔）、猿飛佐助（柿原徹也） | 「精霊飛来」 | テレビアニメ『BRAVE10』オープニングテーマ                               |
| 5月2日   | 「かんなぎ」 なぎおと+なぎうた 完全盤                                                              | 秋葉巡（柿原徹也） | 「君とランナウェイ」 | テレビアニメ『かんなぎ』関連曲                                          |
| 5月16日  | FAIRY TAIL キャラクターソングアルバム2 キズナだろー!!                                              | ナツ（柿原徹也）、ハッピー（釘宮理恵） | 「キズナだろー!!」 「いつも全開だ」 | テレビアニメ『FAIRY TAIL』関連曲                                        |
| 6月1日   | ぺらぶ！a cappella love!? -ぺらぶっく                                                              | 井之上義哉（木村良平）、片桐隼人（細谷佳正）、有坂圭一郎（前野智昭）、光永千紘（柿原徹也）、時枝あゆむ（KENN） | 「毎日がアニバーサリー」 | ドラマCD『ぺらぶ！ A cappella love!?』関連曲                            |
| 7月4日   | AMNESIA キャラクターCD シン&トーマ                                                                 | シン（柿原徹也） | 「in your heart」 | ゲーム『AMNESIA』関連曲                                                 |
| 11月21日 | コープスパーティー Whisper of the Nightmare “♂The Scorpion♂”                                       | 森繁朔太郎（柿原徹也） | 「闇のオペラ」 | ゲーム『コープスパーティー』関連曲                                      |
| 2013年   | | | |                                                                         |
| 3月20日  | FAIRY TAIL ORIGINAL SOUNDTRACK VOL.4                                                               | ナツ（柿原徹也）、グレイ（中村悠一） | 「BLOW AWAY」 | OVA『FAIRY TAIL 妖精たちの合宿』オープニングテーマ                      |
| 4月24日  | みなみけ ただいま みなみけのみなうた                                                               | 藤岡（柿原徹也） | 「夏色恋風」 | テレビアニメ『みなみけ ただいま』関連曲                                 |
| 6月26日  | AMNESIA CROWD キャラクターCD シン&トーマ                                                           | シン（柿原徹也） | 「Innumerable kisses」 | ゲーム『AMNESIA CROWD』関連曲                                           |
| 6月26日  | 八犬伝―東方八犬異聞― キャラクターソングアルバム Vol.1                                              | 犬塚信乃（柿原徹也） | 「WING IN THE DARKNESS」 | テレビアニメ『八犬伝―東方八犬異聞―』関連曲                              |
| 7月24日  | Believe My Dice/a shadow's love song                                                               | devils and realist | 「Believe My Dice」 | テレビアニメ『魔界王子 devils and realist』オープニングテーマ           |
| 7月24日  | Believe My Dice/a shadow's love song                                                               | devils and realist | 「a shadow's love song」 | テレビアニメ『魔界王子 devils and realist』エンディングテーマ           |
| 8月9日   | ツキウタ。8月 葉月陽                                                                               | 葉月陽（柿原徹也） | 「Genau!」 「夏と君におもてなし（原題：夏の思い出）」 | 『ツキウタ。』関連曲                                                    |
| 11月6日  | TVアニメ「魔界王子」キャラクターソングミニアルバム                                                 | カミオ（柿原徹也） | 「forever together」 「a shadow's love song」 | テレビアニメ『魔界王子 devils and realist』関連曲                       |
| 11月20日 | プリズム☆ソロコレクションbyコウジ&ヒロ&カヅキ                                                      | コウジ（柿原徹也） | 「Reboot」 | テレビアニメ『プリティーリズム・レインボーライブ』関連曲                |
| 11月20日 | プリズム☆ソロコレクションbyコウジ&ヒロ&カヅキ                                                      | コウジ（柿原徹也）、ヒロ（前野智昭）、仁科カヅキ（増田俊樹） | 「BOY MEETS GIRL -Prism Boys ver.-」 | テレビアニメ『プリティーリズム・レインボーライブ』関連曲                |
| 11月29日 | 断罪のマリア ソング ラ・カンパネラ vol.8 クラウス 「代償スケープゴート」                           | クラウス・エアハルト（柿原徹也） | 「代償スケープゴート」 | ゲーム『断罪のマリア 〜ラ・カンパネラ〜』関連曲                         |
| 12月18日 | 声優戦隊ボイストーム7音楽集 ボイストームミュージック                                               | 一文字遼（柿原徹也）、六本木健（羽多野渉） | 「MESSAGE」 | モーションコミック『声優戦隊ボイストーム7』エンディングテーマ           |
| 12月20日 | プリティーリズム・レインボーライブDVD BOX-1特典 コウジのデモCD                                     | コウジ（柿原徹也） | 「ハート♥イロ♥トリドリ〜ム」 | テレビアニメ『プリティーリズム・レインボーライブ』関連曲                |
| 12月25日 | 聖闘士星矢Ω Song Collection                                                                        | 龍峰（柿原徹也） | 「明日へ吹く風」 | テレビアニメ『聖闘士星矢Ω』関連曲                                       |
| 2014年   | | | |                                                                         |
| 1月29日  | 真・三國無双7キャラクターソング集V 〜勇武の章〜                                                    | 朱然（柿原徹也） | 「Red Passion」 | ゲーム『真・三國無双7』関連曲                                           |
| 2月19日  | 地獄の沙汰も君次第                                                                                 | 地獄の沙汰オールスターズ | 「地獄の沙汰も君次第」 | テレビアニメ『鬼灯の冷徹』オープニングテーマ                            |
| 3月26日  | Royal Trinity                                                                                      | 3Majesty | 「Show up!音羽慎之介センターver.」 「YOU+I=❤辻魁斗センターver.」 「Farewell Snow 霧島司センターver.」 | 『ときめきレストラン☆☆☆』関連曲                                         |
| 4月16日  | TVアニメ『弱虫ペダル』キャラクターソングCD VOL.5                                                   | 東堂尽八（柿原徹也） | 「スリーピング・ビューティー」 | テレビアニメ『弱虫ペダル』関連曲                                        |
| 4月16日  | TVアニメ『弱虫ペダル』キャラクターソングCD VOL.5                                                   | 真波山岳（代永翼）、東堂尽八（柿原徹也） | 「クライマーズ・ハイ」 | テレビアニメ『弱虫ペダル』関連曲                                        |
| 5月16日  | Photograph Journey 〜in Shizuoka〜                                                                 | 多々良遼平（柿原徹也） | 「カゲロウ」 | 『Photograph Journey』関連曲                                            |
| 5月21日  | Glory Road                                                                                         | チーム箱根学園 | 「Glory Road」 | テレビアニメ『弱虫ペダル』エンディングテーマ                            |
| 5月21日  | Glory Road                                                                                         | チーム箱根学園 | 「It's easy!!」 | テレビアニメ『弱虫ペダル』関連曲                                        |
| 6月18日  | TVアニメ『弱虫ペダル』キャラクターソングCD VOL.8                                                   | 巻島裕介（森久保祥太郎）、東堂尽八（柿原徹也） | 「ベストライバル」 「Last Climb」 | テレビアニメ『弱虫ペダル』関連曲                                        |
| 8月13日  | ハロー世界                                                                                         | 少年ハリウッド | 「ハロー世界」 | テレビアニメ『少年ハリウッド -HOLLY STAGE FOR 49-』オープニングテーマ   |
| 8月13日  | ハロー世界                                                                                         | 少年ハリウッド | 「永遠 never ever」 | テレビアニメ『少年ハリウッド -HOLLY STAGE FOR 49-』エンディングテーマ   |
| 8月27日  | PHANTASY STAR ONLINE 2 キャラクターソングCD〜Song Festival〜                                       | ヒューイ（柿原徹也） | 「アルティメットエナジー」 | ゲーム『ファンタシースターオンライン2』関連曲                           |
| 9月3日   | プリティーリズム・レインボーライブ プリズム☆ボーイズコレクション                                   | Over The Rainbow | 「athletic core」 「Flavor」 「BOY MEETS GIRL -non dialog ver.-」 | テレビアニメ『プリティーリズム・レインボーライブ』関連曲                |
| 9月3日   | プリティーリズム・レインボーライブ プリズム☆ボーイズコレクション                                   | Hiro（前野智昭）、Koji（柿原徹也） | 「pride」 | テレビアニメ『プリティーリズム・レインボーライブ』関連曲                |
| 9月17日  | EXIT TUNES PRESENTS ACTORS2                                                                        | 七尾士狼（柿原徹也） | 「Just Be Friends (Diving into thE Piano arrange)」 | 『ACTORS』関連曲                                                        |
| 10月8日  | 少年ハリウッド -HOLLY STAGE FOR 49- BD・DVD第1巻特典CD                                             | 少年ハリウッド | 「ハリウッドルール1・2・5」 | テレビアニメ『少年ハリウッド -HOLLY STAGE FOR 49-』エンディングテーマ   |
| 12月10日 | 少年ハリウッド -HOLLY STAGE FOR 49- BD・DVD第3巻特典CD                                             | 少年ハリウッド | 「エアボーイズ」 | テレビアニメ『少年ハリウッド -HOLLY STAGE FOR 49-』エンディングテーマ   |
| 12月10日 | 少年ハリウッド -HOLLY STAGE FOR 49- BD・DVD第3巻特典CD                                             | 風見颯（逢坂良太）、甘木生馬（柿原徹也） | 「マジでJIN JIN」 | テレビアニメ『少年ハリウッド -HOLLY STAGE FOR 49-』エンディングテーマ   |
| 2015年   | | | |                                                                         |
| 1月7日   | ACTORS-Extra Edition 4-feat.羚、駆、士狼                                                           | 七尾士狼（柿原徹也） | 「Calc.」 | 『ACTORS』関連曲                                                        |
| 1月7日   | 少年ハリウッド -HOLLY STAGE FOR 49- BD・DVD第4巻特典CD                                             | 少年ハリウッド | 「ハロー世界 Popcorn ver.」 | テレビアニメ『少年ハリウッド -HOLLY STAGE FOR 49-』エンディングテーマ   |
| 2月4日   | HOLLY TRIP                                                                                         | 少年ハリウッド | 「HOLLY TRIP」 「ロンリーPASSION」 | テレビアニメ『少年ハリウッド -HOLLY STAGE FOR 50-』オープニングテーマ   |
| 2月4日   | 魔法少女オーバーエイジ -kawaii songs collection-                                                   | ぽんすけ（柿原徹也） | 「P・O・N・C・H・A・N」 | 『魔法少女オーバーエイジ』関連曲                                        |
| 3月7日   | ACTORS-Deluxe Duet Edition-                                                                        | 七尾士狼（柿原徹也）、花隈竜之介（小野賢章） | 「え？あぁ、そう。」 | 『ACTORS』関連曲                                                        |
| 4月8日   | 少年ハリウッド-HOLLY STAGE FOR 49- キャラクターソングCD【甘木生馬】                                | 甘木生馬（柿原徹也） | 「仁義GREEN」 「ドレミファMUSIC」 | テレビアニメ『少年ハリウッド -HOLLY STAGE FOR 49-』関連曲               |
| 5月20日  | Falling Roses/Crimson quartet -深紅き四重奏-                                                       | シンガンクリムゾンズ | 「Falling Roses」 「Crimson quartet -深紅き四重奏-」 | テレビアニメ『SHOW BY ROCK!!』関連曲                                    |
| 7月22日  | SHOW BY ROCK!! BD・DVD第2巻特典CD                                                                  | アイオーン（内山昂輝）、ヤイバ（柿原徹也） | 「音速over」 | テレビアニメ『SHOW BY ROCK!!』関連曲                                    |
| 8月26日  | SHOW BY ROCK!! BD・DVD第3巻特典CD                                                                  | ヤイバ（柿原徹也） | 「Faith and Pray」 | テレビアニメ『SHOW BY ROCK!!』関連曲                                    |
| 8月26日  | PHANTASY STAR ONLINE 2 キャラクターCD〜Song Festival〜II                                           | ヒューイ（柿原徹也）、クラリスクレイスー（悠木碧） | 「激！爆！マキシマム・オーバーヒート」 | ゲーム『ファンタシースターオンライン2』関連曲                           |
| 9月11日  | 永久パラダイス                                                                                     | B-PROJECT | 「永久パラダイス」 | 『B-PROJECT』関連曲                                                     |
| 9月16日  | 少年ハリウッド BEST ALBUM                                                                          | 少年ハリウッド | 「Noel Story」 | テレビアニメ『少年ハリウッド』関連曲                                    |
| 9月16日  | ACTORS - Songs Collection -                                                                        | 七尾士狼（柿原徹也） | 「ELECT」 | 『ACTORS』関連曲                                                        |
| 11月25日 | Glory Upper                                                                                        | MooNs | 「Glory Upper」 「Over The Rainbow」 「永久パラダイス」 | 『B-PROJECT』関連曲                                                     |
| 2016年   | | | |                                                                         |
| 1月27日  | あんさんぶるスターズ！ ユニットソングCD Vol.8 Trickstar                                            | Trickstar | 「Rebellion Star」 「CHERRY HAPPY STREAM」 | ゲーム『あんさんぶるスターズ！』関連曲                                  |
| 4月6日   | Brand New Star                                                                                     | MooNs | 「Brand New Star」 「ラブ☆レボリュ」 | 『B-PROJECT』関連曲                                                     |
| 4月27日  | 劇場版KING OF PRISM by PrettyRhythm Song&Soundtrack                                                | 一条シン（寺島惇太） with Over The Rainbow | 「Over the Sunshine! -Shin with Over The Rainbow ver.-」 | 劇場アニメ『KING OF PRISM by PrettyRhythm』挿入歌                       |
| 5月4日   | Code:Realize 〜創世の姫君〜 Character CD vol.3 ヴィクター・フランケンシュタイン                    | ヴィクター・フランケンシュタイン（柿原徹也） | 「優しい予感 -in the morning rays-」 | ゲーム『Code:Realize 〜創世の姫君〜』関連曲                             |
| 7月6日   | 鼓動*アンビシャス                                                                                  | B-PROJECT | 「鼓動*アンビシャス」 | テレビアニメ『B-PROJECT〜鼓動*アンビシャス〜』オープニングテーマ        |
| 7月27日  | 星と月のセンテンス                                                                                 | MooNs | 「夢見るPOWER」 | テレビアニメ『B-PROJECT〜鼓動*アンビシャス〜』挿入歌                    |
| 8月26日  | ツキウタ。 THE ANIMATION 主題歌                                                                    | Procellarum | 「LOLV -Lots of Love-」 | テレビアニメ『ツキウタ。 THE ANIMATION』主題歌                          |
| 10月5日  | はんだくん キャラクターソングミニアルバム                                                          | 二階堂礼緒（柿原徹也） | 「シェキラシェキラ」 | テレビアニメ『はんだくん』関連曲                                        |
| 10月26日 | B-PROJECT〜鼓動*アンビシャス〜 BD・DVD第3巻特典CD                                                  | 音済百太郎（柿原徹也） | 「magic JOKER」 | テレビアニメ『B-PROJECT〜鼓動*アンビシャス〜』関連曲                    |
| 12月21日 | 無敵*デンジャラス                                                                                  | B-PROJECT | 「無敵*デンジャラス」 | ゲーム『B-PROJECT 無敵*デンジャラス』オープニングテーマ                 |
| 12月21日 | 無敵*デンジャラス                                                                                  | B-PROJECT | 「永久パラダイス」 | 『B-PROJECT』関連曲                                                     |
| 12月23日 | ツキウタ。 THE ANIMATION BD・DVD第4巻特典CD                                                        | 葉月陽（柿原徹也） | 「sol〜Happy!Phew!〜」 | テレビアニメ『ツキウタ。 THE ANIMATION』エンディングテーマ              |
| 2017年   | | | |                                                                         |
| 1月18日  | SUMMER MERMAID                                                                                     | MooNs | 「SUMMER MERMAID」 「パノラマ」 | 『B-PROJECT』関連曲                                                     |
| 1月25日  | あんさんぶるスターズ！ ユニットソングCD 2ndシーズン Vol.10 Trickstar                               | Trickstar | 「HEART→BEATER!!!!」 「虹色のSeasons」 | ゲーム『あんさんぶるスターズ！』関連曲                                  |
| 3月24日  | ツキウタ。 THE ANIMATION BD・DVD第7巻特典CD                                                        | Six Gravity、Procellarum | 「ツキノウタ。」 | テレビアニメ『ツキウタ。 THE ANIMATION』エンディングテーマ              |
| 4月26日  | 劇場版KING OF PRISM -PRIDE the HERO- ユニットプロジェクト コウジ&ミナト                            | 神浜コウジ（柿原徹也）、鷹梁ミナト（五十嵐雅） | 「Delicious Essence」 | 劇場アニメ『KING OF PRISM -PRIDE the HERO-』関連曲                      |
| 6月28日  | A3! First WINTER EP                                                                                | 冬組 | 「to bloom…」 | ゲーム『A3!』関連曲                                                     |
| 7月19日  | S級パラダイス WHITE                                                                                | B-PROJECT | 「S級パラダイス」 | 『B-PROJECT』関連曲                                                     |
| 7月19日  | S級パラダイス WHITE                                                                                | MooNs | 「PRAY FOR...」 | 『B-PROJECT』関連曲                                                     |
| 9月27日  | 劇場版KING OF PRISM -PRIDE the HERO- Song&Soundtrack                                               | Over The Rainbow | 「虹色CROWN」 | 劇場アニメ『KING OF PRISM -PRIDE the HERO-』挿入歌                      |
| 11月1日  | A3! Blooming WINTER EP                                                                             | 雪白東（柿原徹也） | 「月虹上のアリア」 | ゲーム『A3!』関連曲                                                     |
| 12月6日  | あんさんぶるスターズ！ ユニットソングCD 3rd Vol.10 Trickstar                                       | Trickstar | 「BREAKTHROUGH!」 「DIAMOND SUMMER」 | ゲーム『あんさんぶるスターズ！』関連曲                                  |
| 12月6日  | 『刀剣乱舞-花丸-』歌詠全集                                                                         | 花丸刀剣男士一同 | 「花丸◎日和！47振りver.」 | 劇場アニメ『刀剣乱舞-花丸- 〜幕間回想録〜』主題歌                       |
| 2018年   | | | |                                                                         |
| 2月14日  | 続『刀剣乱舞-花丸-』歌詠集 其の六                                                                  | 大和守安定（市来光弘）、加州清光（増田俊樹）、小夜左文字（村瀬歩）、鶯丸（柿原徹也）、堀川国広（榎木淳弥）、和泉守兼定（木村良平）、太郎太刀（泰勇気）、次郎太刀（宮下栄治） | 「花丸印の日のもとで ver.6」 | テレビアニメ『続 刀剣乱舞-花丸-』オープニングテーマ                     |
| 3月8日   | フォリラ/fes.CINDERELLA                                                                            | forttê | 「フォリラ」 「fes.CINDERELLA」 | ゲーム『フォルティッシモ』主題歌                                        |
| 4月4日   | fleur                                                                                              | RE:BERSERK | 「悪魔のオペラ」 | ゲーム『アイ★チュウ』関連曲                                             |
| 5月16日  | GO AROUND                                                                                          | MooNs | 「GO AROUND」 | 『B-PROJECT』関連曲                                                     |
| 5月16日  | GO AROUND                                                                                          | 音済百太郎（柿原徹也） | 「Movin' on」 | 『B-PROJECT』関連曲                                                     |
| 6月27日  | Code:Realize 〜創世の姫君〜 キャラクターソングミニアルバム                                         | ヴィクター・フランケンシュタイン（柿原徹也） | 「Sweetie Time」 | テレビアニメ『Code:Realize 〜創世の姫君〜』関連曲                       |
| 7月16日  | 快感エブリディ                                                                                     | B-PROJECT | 「快感エブリディ」 「After all this time」 | 『B-PROJECT』関連曲                                                     |
| 9月26日  | かくりよの宿飯 キャラクターソング集 隠世の調 Vol.2                                                 | 秀吉（柿原徹也） | 「恋守唄」 | テレビアニメ『かくりよの宿飯』エンディングテーマ                        |
| 10月17日 | KING OF PRISM RUSH SONG COLLECTION -Sweet Sweet Replies!-                                          | 神浜コウジ（柿原徹也）、涼野ユウ（内田雄馬） | 「アシンメトリ・アイズ」 | ゲーム『KING OF PRISM プリズムラッシュ！LIVE』関連曲                    |
| 10月24日 | Noble Bullet 07 戊辰戦争グループ                                                                   | スナイダー（柿原徹也） | 「Knock Knock Knock」 | ゲーム『千銃士』関連曲                                                  |
| 11月7日  | A3! VIVID WINTER EP                                                                                | 冬組 | 「Precious to us〜僕らの季節〜」 | ゲーム『A3!』関連曲                                                     |
| 2019年   | | | |                                                                         |
| 1月30日  | 絶頂*エモーション                                                                                  | B-PROJECT | 「絶頂*エモーション」 | テレビアニメ『B-PROJECT〜絶頂*エモーション〜』オープニングテーマ        |
| 1月30日  | 絶頂*エモーション                                                                                  | B-PROJECT | 「光と影の時結ぶ」 | テレビアニメ『B-PROJECT〜絶頂*エモーション〜』エンディングテーマ        |
| 3月27日  | BLACK OUT/HAPPY ENTERTAINER 〜ゆめライブCD 黒寮VS白寮〜                                            | 望月悠馬（島﨑信長）、花房柳（古川慎）、新兎千里（花江夏樹）、獅子丸孝臣（内田雄馬）、針宮藤次（豊永利行）、三毛門紫音（蒼井翔太）、虎澤一生（深町寿成）、浅霧巳影（立花慎之介）、柴咲真也（山口智広）、白華時雨（小林裕介）、竜ヶ崎仁（武内駿輔）、槙千鶴（土岐隼一）、志部谷幽（畠中祐）、牛若湊（中島ヨシキ）、久磨凛太朗（柿原徹也）、ビアンキ由仁（天野七瑠） | 「TAKE A DREAM!!（特進生集合Ver.）」 | ゲーム『DREAM!ing』関連曲                                               |
| 4月24日  | アイ★チュウ BEST ALBUM チュウ盤                                                                    | RE:BERSERK | 「La mia vita」 | ゲーム『アイ★チュウ』関連曲                                             |
| 4月24日  | あんさんぶるスターズ！アルバムシリーズ Trickstar                                                   | Trickstar | 「Rebellion Star（ALBUM Mix）」 「HEART→BEATER!!!!（ALBUM Mix）」 「虹色のSeasons（ALBUM Mix）」 「Welcome to the Trickstar Night☆」 「CHERRY HAPPY STREAM（ALBUM Mix）」 「Infinite Star」 「ONLY YOUR STARS!」 | ゲーム『あんさんぶるスターズ！』関連曲                                  |
| 4月24日  | あんさんぶるスターズ！アルバムシリーズ Trickstar                                                   | 明星スバル（柿原徹也） | 「My Starry Point」 | ゲーム『あんさんぶるスターズ！』関連曲                                  |
| 6月26日  | B-PROJECT〜絶頂*エモーション〜 BD・DVD第4巻特典CD                                                  | MooNs | 「光と影の時結ぶ」 | テレビアニメ『B-PROJECT〜絶頂*エモーション〜』エンディングテーマ        |
| 6月26日  | B-PROJECT〜絶頂*エモーション〜 BD・DVD第4巻特典CD                                                  | MooNs | 「STARTIN' SHINY FANTASY」 | テレビアニメ『B-PROJECT〜絶頂*エモーション〜』挿入歌                    |
| 6月26日  | B-PROJECT〜絶頂*エモーション〜 BD・DVD第4巻特典CD                                                  | キタコレ、MooNs | 「Unite Contrast」 | テレビアニメ『B-PROJECT〜絶頂*エモーション〜』挿入歌                    |
| 7月24日  | A3! BRIGHT WINTER EP                                                                               | リアム［御影密（寺島惇太）］、ノーマン［雪白東（柿原徹也）］ | 「PLASTIC POKER」 | ゲーム『A3!』関連曲                                                     |
| 7月24日  | A3! BRIGHT WINTER EP                                                                               | 冬組 | 「Ever☆Blooming!」 | ゲーム『A3!』関連曲                                                     |
| 8月14日  | Stars' Ensemble!                                                                                   | 夢ノ咲ドリームスターズ | 「Stars' Ensemble!」 | テレビアニメ『あんさんぶるスターズ！』オープニングテーマ                |
| 7月17日  | ACTORS 5th Anniversary Edition                                                                     | 七尾士狼（柿原徹也） | 「ELECT（リアレンジ）」 | 『ACTORS』関連曲                                                        |
| 8月28日  | B-PROJECT〜絶頂*エモーション〜 BD・DVD第6巻特典CD                                                  | B-PROJECT | 「あえて言葉にするなら」 | テレビアニメ『B-PROJECT〜絶頂*エモーション〜』挿入歌                    |
| 8月28日  | あんさんぶるスターズ！ EDテーマ集 vol.1                                                            | Trickstar | 「1st SING-ALONG☆」 | テレビアニメ『あんさんぶるスターズ！』エンディングテーマ                |
| 11月6日  | ラフラフ！-laugh life- 2nd Round                                                                   | Ridiculs | 「Happy!? Life」 | 『ラフラフ！-laugh life-』関連曲                                        |
| 11月27日 | Dancing Dancing                                                                                    | MooNs | 「Dancing Dancing」 「ココロの地図」 | 『B-PROJECT』関連曲                                                     |
| 12月11日 | キセキ                                                                                             | Trickstar | 「キセキ」 | テレビアニメ『あんさんぶるスターズ！』オープニングテーマ                |
| 12月18日 | A3! MIX SEASONS LP                                                                                 | 安倍晴明［古市左京（帆世雄一）］、佼［雪白東（柿原徹也）］ | 「桔梗の花」 | ゲーム『A3!』関連曲                                                     |
| 2020年   | | | |                                                                         |
| 2月26日  | あんさんぶるスターズ！ オリジナルサウンドトラック                                                  | Trickstar、Eden | 「キセキ」 | テレビアニメ『あんさんぶるスターズ！』オープニングテーマ                |
| 3月25日  | LOVEグラフィティ                                                                                   | KING OF PRISM ALL STARS | 「ドラマチックLOVE -ALLSTARS THANKS ver.-」 | 劇場アニメ『KING OF PRISM ALL STARS -プリズムショー☆ベストテン-』関連曲 |
| 3月25日  | KING of CASTE〜Bird in the Cage〜                                                                  | B-PROJECT | 「Who is the King?」 | ドラマCD『KING of CASTE〜Bird in the Cage〜』挿入歌                     |
| 3月25日  | KING of CASTE〜Bird in the Cage〜 鳳凰学園高校ver.                                                 | 鳳凰学園高校 | 「Catharsis」 | ドラマCD『KING of CASTE〜Bird in the Cage〜』挿入歌                     |
| 5月20日  | ACTORS-Singing Contest Edition-sideA                                                               | 七尾士狼（柿原徹也） | 「ダヴィンチの告白」 | キャラクターCD『ACTORS』関連曲                                          |
| 5月27日  | あんさんぶるスターズ!! ESアイドルソング season1 Trickstar                                          | Trickstar | 「BIGBANG REFLECTION!!」 「BRAND NEW STARS!!」 | ゲーム『あんさんぶるスターズ!!』関連曲                                  |
| 6月26日  | White Sparks                                                                                       | Procellarum | 「White Sparks」 | テレビアニメ『ツキウタ。 THE ANIMATION2』オープニングテーマ             |
| 7月22日  | DREAM!ing ゆめライブCD side BLACK                                                                  | 久磨凛太朗（柿原徹也）、ビアンキ由仁（天野七瑠） | 「Brave Runners」 | ゲーム『DREAM!ing』関連曲                                               |
| 8月26日  | BRAND NEW STARS!!                                                                                  | ESオールスターズ | 「BRAND NEW STARS!!」 | ゲーム『あんさんぶるスターズ!!』主題歌                                  |
| 8月26日  | BRAND NEW STARS!!                                                                                  | ESオールスターズ | 「Walk with your smile」 | ゲーム『あんさんぶるスターズ!!』関連曲                                  |
| 9月30日  | TVアニメ「恋とプロデューサー〜EVOL×LOVE〜」オリジナル・サウンドトラック                            | キラ（柿原徹也） | 「恋心シークレット」 | テレビアニメ『恋とプロデューサー〜EVOL×LOVE〜』挿入歌                   |
| 11月25日 | ZERO LIMIT/Thawing                                                                                 | 冬組 | 「Thawing」 | テレビアニメ『A3!』エンディングテーマ                                   |
| 12月2日  | Supernova                                                                                          | B-PROJECT | 「Supernova Explosion」 | 『B-PROJECT』関連曲                                                     |
| 12月2日  | Supernova 特務部第壱翼竜隊ver.                                                                     | 特務部第壱翼竜隊 | 「創世Prelude」 | 『B-PROJECT』関連曲                                                     |
| 12月2日  | ラフラフ！-Laugh Life- Final Round                                                                 | Geraxy、Ridiculs、Corner Craver | 「Laugh or Die」 | 『ラフラフ！-laugh life-』関連曲                                        |
| 12月23日 | OUVERTURE                                                                                          | RE:BERSERK | 「DARK PROPHECY」 | ゲーム『アイ★チュウ Étoile Stage』関連曲                                |
| 2021年   | | | |                                                                         |
| 1月6日   | Non stop fallin' love                                                                              | MooNs | 「Non stop fallin' love」 「鏡のマスカレード」 | 『B-PROJECT』関連曲                                                     |
| 1月8日   | KING OF PRISM BEST ALBUM "Music Goes On!"                                                          | Over The Rainbow | 「虹色CROWN -Acoustic ver.-」 「athletic core -合体ロボ発進！ver.-」 | ゲーム『KING OF PRISM プリズムラッシュ！LIVE』関連曲                    |
| 1月8日   | KING OF PRISM BEST ALBUM "Music Goes On!"                                                          | Edel Rose Stars | 「BOY MEETS GIRL」 | 『KING OF PRISM』シリーズ関連曲                                         |
| 2月24日  | 一番星                                                                                             | アイチュウ | 「一番星の歌〜未来のレジェンド伝説〜」 | テレビアニメ『アイ★チュウ』オープニングテーマ                           |
| 2月26日  | ツキウタ。 THE ANIMATION2 BD・DVD第2巻特典CD                                                       | 葉月陽（柿原徹也） | 「キミとプロミネンス」 | テレビアニメ『ツキウタ。 THE ANIMATION2』エンディングテーマ             |
| 3月24日  | A3! EVER LASTING LP                                                                                | 尾張［雪白東（柿原徹也）］、津々木［ガイ（日野聡）］ | 「グラン・ステイの続きを」 | ゲーム『A3!』関連曲                                                     |
| 5月21日  | アオペラ -aoppella!?-                                                                              | リルハピ | 「Playlist」 | 『アオペラ -aoppella!?-』関連曲                                         |
| 5月28日  | Rin-Ne-Ten-Show                                                                                    | 葉月陽（柿原徹也） | 「Rin-Ne-Ten-Show」 | キャラクターCD『ツキウタ。』関連曲                                      |
| 6月23日  | FUSIONIC STARS!!                                                                                   | ESオールスターズ | 「FUSIONIC STARS!!」 | ゲーム『あんさんぶるスターズ!!』関連曲                                  |
| 9月24日  | アオペラ -aoppella!?-2                                                                             | リルハピ | 「キセキノウタ」 | 『アオペラ -aoppella!?-』関連曲                                         |
| 10月23日 | あんさんぶるスターズ!! FUSION UNIT SERIES 04 Trickstar × fine                                      | Trickstar、fine | 「Crossing×Heart」 | ゲーム『あんさんぶるスターズ!!』関連曲                                  |
| 10月23日 | あんさんぶるスターズ!! FUSION UNIT SERIES 04 Trickstar × fine                                      | Trickstar | 「FUSIONIC STARS!!」 | ゲーム『あんさんぶるスターズ!!』関連曲                                  |
| 10月27日 | 流星*ファンタジア                                                                                  | B-PROJECT | 「流星*ファンタジア」 「Blue period」 「Seize your light」 | ゲーム『B-PROJECT 流星*ファンタジア』主題歌                             |
| 11月17日 | B with U ダイコクver.                                                                              | MooNs | 「Look At Me」 | 『B-PROJECT』関連曲                                                     |
| 11月17日 | B with U ダイコクver.                                                                              | THRIVE、MooNs | 「Love Union」 | 『B-PROJECT』関連曲                                                     |
| 12月24日 | ツキウタ。 THE ANIMATION2 BD・DVD第7巻特典CD                                                       | Six Gravity、Procellarum | 「月ノ詩。」 | テレビアニメ『ツキウタ。 THE ANIMATION2』エンディングテーマ             |
| 2022年   | | | |                                                                         |
| 2月10日  | アオペラ -aoppella!?-3                                                                             | リルハピ | 「リルリルHappy!」 | 『アオペラ -aoppella!?-』関連曲                                         |
| 2月23日  | FT4                                                                                                | Full Throttle4 | 「WELCOME SICKS」 | 『告白実行委員会〜アイドルシリーズ〜』関連曲                            |
| 6月15日  | アオペラ -aoppella!?- 1st ALBUM -A-                                                                | リルハピ、FYA'M' | 「アオペラの「ア」-introduction song-」 | 『アオペラ -aoppella!?-』関連曲                                         |
| 6月15日  | アオペラ -aoppella!?- 1st ALBUM -A-                                                                | リルハピ | 「RAINBOW」 | 『アオペラ -aoppella!?-』関連曲                                         |
| 9月16日  | アオペラ -aoppella!?-4                                                                             | リルハピ | 「KALEIDOSCOPE」 | 『アオペラ -aoppella!?-』関連曲                                         |
| 2023年   | | | |                                                                         |
| 4月21日  | アオペラ -aoppella!?-5                                                                             | リルハピ | 「Touch the sky」 | 『アオペラ -aoppella!?-』関連曲                                         |
| 9月27日  | アオペラ -aoppella!?-5.5                                                                           | リルハピ、FYA'M'、VadLip | 「5+6+6=Voice to Voice」 | 『アオペラ -aoppella!?-』関連曲                                         |
| 9月27日  | アオペラ -aoppella!?-5.5                                                                           | リルハピ | 「5+6+6=Voice to Voice -街風コラージュ-」 | 『アオペラ -aoppella!?-』関連曲                                         |
| 2024年   | | | |                                                                         |
| 6月26日  | Stars' Ensemble!                                                                                   | 夢ノ咲ドリームスターズ | 「Stars' Ensemble!」 | ゲーム『あんさんぶるスターズ!!』関連曲                                  |
| 6月26日  | BRAND NEW STARS!!                                                                                  | ESオールスターズ | 「BRAND NEW STARS!!」 「Walk with your smile」 | ゲーム『あんさんぶるスターズ!!』関連曲                                  |
| 6月26日  | FUSIONIC STARS!!                                                                                   | ESオールスターズ | 「FUSIONIC STARS!!」 | ゲーム『あんさんぶるスターズ!!』関連曲                                  |

### その他参加楽曲
| 発売日        | 商品名                                                                        | 歌                 | 楽曲 | 備考                                               |
| ------------- | ----------------------------------------------------------------------------- | ------------------ | --- | -------------------------------------------------- |
| 2005年2月21日 | 愛しい人よ永遠に 温もりを伝えて…                                              | 柿原徹也、羽多野渉 | 「愛しい人よ永遠に 温もりを伝えて…」 | OVA『お金がないっ』エンディングテーマ              |
| 2005年2月21日 | 愛しい人よ永遠に 温もりを伝えて…                                              | 柿原徹也、羽多野渉 | 「Real Destiny 〜ユメヲミセテ〜」 | ラジオ『お金がほしいっ!!!』オープニングテーマ      |
| 2007年9月19日 | 百歌声爛 -男性声優編-                                                         | 柿原徹也           | 「空色デイズ」 「1/3の純情な感情」 「ヒトリノ夜」 「READY STEADY GO」 「CAT'S EYE」 「走れ正直者」 「微笑みをあげたい」 「ゆめいっぱい」 「ロマンス」 「勇気100%」 |                                                    |
| 2013年3月22日 | 八犬伝―東方八犬異聞― Vol.1 BD初回限定版特典CD                                 | 柿原徹也、岡本信彦 | 「無敵のBuddy」 | テレビアニメ『八犬伝―東方八犬異聞―』イメージソング |
| 2013年8月28日 | TVアニメ『八犬伝―東方八犬異聞―』Vol.6 BD初回限定版特典CD                      | 柿原徹也、日野聡   | 「純潔」 | テレビアニメ『八犬伝―東方八犬異聞―』イメージソング |
| 2015年2月4日  | ROOT∞REXX                                                                     | 柿原徹也           | 「HONEY BUNNY」 | ゲーム『ROOT∞REXX』関連曲                          |
| 2015年2月4日  | ROOT∞REXX                                                                     | 柿原徹也           | 「DEAR MY GIRL」 | ゲーム『ROOT∞REXX』関連曲                          |
| 2015年2月4日  | ROOT∞REXX                                                                     | 柿原徹也           | 「DEAR MY GIRL 〜Piano version〜」 | ゲーム『ROOT∞REXX』関連曲                          |
| 2022年7月27日 | [Re:collection] HIT SONG cover series feat.voice actors 〜90's-00's EDITION〜 | 柿原徹也           | 「HOWEVER」 |                                                    |

- 蒼白シスフェリア（声の出演）
  - lunatic...
  - Celestial Blue

## 書籍

### 写真集
- 柿原徹也ファースト写真集enjoy？（2017年、主婦と生活社）ISBN 978-4-391-15136-7